# Fussball Club Südtirol
Il Fussball Club Südtirol (scritto anche Fußball Club, Fussballclub o Fußballclub), anche noto come Südtirol-Alto Adige, Südtirol Bolzano-Bozen o Südtirol (scritto anche Suedtirol; è invece ortograficamente scorretta la pur diffusa forma Sudtirol), è una società calcistica italiana con sede legale nella città di Bolzano e sede operativa nel comune di Appiano sulla Strada del Vino (BZ).
Fondata a Bressanone nel 1974 come sezione della polisportiva Sport Verein Milland, si è scissa dalla "società madre" nel 1995, allorché è stata ridenominata Football Club Südtirol-Alto Adige e ha adottato come colori sociali il bianco e il rosso; la denominazione è quindi divenuta F.C. Südtirol nel 2000, anno dell'esordio nel professionismo e del trasferimento a Bolzano. La ragione sociale simboleggia l'intenzione del club di rappresentare non solo il capoluogo, ma l'intero territorio della relativa provincia.
In meno di trent'anni il club si è imposto quale realtà calcistica di riferimento in Alto Adige: tra le squadre della provincia vanta, infatti, il maggior numero di stagioni nel professionismo. Grazie alla vittoria nel girone A della Serie C 2021-2022 ha ottenuto la sua prima storica promozione in Serie B. È quindi l'unica società del Trentino-Alto Adige ad aver raggiunto un simile traguardo nell'epoca del girone unico (in precedenza solo il cessato Bolzano aveva preso parte per un solo anno alla divisione cadetta, nella stagione 1947-1948, beneficiando dell'ampliamento del campionato a tre gironi con l'ammissione d'ufficio delle migliori società di Serie C), nonché l'unica ad aver poi ottenuto la salvezza.
Per la stagione 2025-26 il Südtirol milita quindi nella seconda serie del campionato italiano di calcio, nella cui classifica perpetua occupa il 95º posto.

## Storia

### I prodromi: lo Sport Verein Milland
La storia sociale affonda le sue origini nel 1973, allorché un gruppo di calciatori tesserati per le due maggiori società calcistiche di Bressanone (il SSV Brixen e l'AC Bressanone) che faticavano a trovare spazio nelle rispettive squadre, iniziarono a trovarsi al campo sportivo Regina Elena per disputare delle partite amichevoli.
Le sorti di questo primo nucleo di calciatori si intrecciarono con quelle dell'assicuratore brissinese Ubald Comper, che il 26 aprile 1974 fondò con un gruppo di sette amici la società polisportiva Sport Verein Milland (espressione del relativo quartiere cittadino), adottante i colori sociali giallo-nero e dedita anche a tennistavolo, faustball, pallamano e canoa. La sezione calcistica fu quindi istituita formalmente con atto del notaio Giancarlo Giatti: essendo tutti i giocatori all'epoca minorenni, fu la segretaria di quest'ultimo a firmare come socia fondatrice.
Le attività partirono col solo settore giovanile e senza affiliazione diretta alla FIGC: nella stagione 1974-1975 il Milland concorse nel campionato Juniores provinciale, dopodiché nelle stagioni successive si aggiunsero le squadre Giovanissimi, Esordienti, Pulcini e da ultimo Allievi, che si dividevano tra i campionati federali e quelli del Verband der Sportvereine Südtirols (VSS, associazione delle società sportive dilettantistiche altoatesine).
L'esordio della prima squadra avvenne nel 1977, quando il Milland ottenne l'immatricolazione FIGC al progressivo 68396 e prese parte ai successivi due campionati zonali di Terza Categoria. Dopo un ulteriore biennio di sola attività giovanile dovuto alla mancata ri-formazione della squadra "senior", il club giallonero riprese a competere nell'ultima divisione del calcio italiano dalla stagione 1980-1981. Forte di un organico d'alto profilo e di munifiche sponsorizzazioni, la squadra crebbe di livello e rapidamente riuscì dapprima a salire in Seconda Categoria nel 1983, quindi in Prima Categoria nel 1986 e infine in Eccellenza nel 1991. Nell'organigramma spiccava la figura di Josef "Sepp" Insam (1958-2022), che dopo aver concluso la carriera di calciatore divenne dirigente di riferimento del Milland e, a più riprese, allenatore della prima squadra, riuscendo a portarla ai vertici del calcio altoatesino: esemplificativa del livello raggiunto dai gialloneri fu la presenza in rosa, nell'annata 1991-1992, dell'ex nazionale peruviano Gerónimo Barbadillo, mentre in panchina sedeva l'ex juventino Guerrino Rossi.
Nel 1994 la sede operativa (non quella legale) venne spostata a Varna, senza tuttavia cambiare denominazione sociale. Al contempo Insam propose al direttivo di procedere a un ulteriore sviluppo della società, cambiandone la denominazione ed aprendo filiali in altre località della provincia di Bolzano: i soci tuttavia rifiutarono e il dirigente si dimise dai suoi ruoli. Un anno dopo la striscia positiva si interruppe e la squadra retrocesse in Promozione.

### La nascita del Südtirol-Alto Adige

La primissima squadra del Südtirol-Alto Adige (1995)

Sempre nel 1994 l'architetto, imprenditore e mecenate sportivo Hanns Huber trattò la possibile acquisizione del Bolzano, che versava in difficili condizioni economiche e scontava un prolungato periodo di assenza di risultati (non partecipava infatti a un campionato professionistico dal 1980). Il dialogo con Franco Murano, dirigente di riferimento della storica squadra del capoluogo, si rivelò infruttuoso, obbligando Huber e i suoi soci, comunque desiderosi di investire per il rilancio del calcio a Bolzano e provincia, a rivolgersi altrove. Ulteriori sondaggi con altri club del capoluogo ebbero ugualmente esito negativo, sicché un anno dopo Huber entrò in contatto con Sepp Insam, che era frattanto tornato al Milland; a loro si aggiunse Johann "Hans" Krapf, titolare della ditta Duka, e tutti insieme concordarono di rilevare la sezione calcio giallonera.
Il 1º agosto 1995 la matricola FIGC numero 68396 venne pertanto scissa dalla polisportiva Milland e ridenominata Football Club Südtirol-Alto Adige, adottando come tinte sociali i colori storici della bandiera tirolese, bianco e rosso; il terreno interno fu stabilito al campo polisportivo di Bressanone. La presidenza andò a Huber, Insam divenne direttore generale (mentre suo fratello Walter fu il primo capitano della rosa) e il direttivo fu completato da un altro imprenditore (Leopold Goller, che garantì personalmente la gestione finanziaria del progetto costituendo un'apposita società di capitali) e da altri quattro elementi già legati al Milland (Luciano Giua, Hermann Larcher, Markus Stampfer, Christoph Reifer), mentre Krapf non fu inizialmente coinvolto in ruoli operativi. Il club "madre" giallonero proseguì comunque la propria esistenza autonoma, anche nel calcio.
Nella sua prima stagione il Südtirol-Alto Adige si aggiudicò il campionato provinciale di Promozione senza perdere una partita (26 vittorie e 4 pareggi), con 82 punti accumulati, 26 in più del Lana secondo classificato: in panchina sedeva il tecnico Natalino Pizzolato, mentre la rosa assemblata dal direttore sportivo Fabio Sala annoverava, tra gli altri, il portiere Reinhold Harrasser, futuro professionista in Austria e Ungheria.
Analogo esito ebbe la stagione successiva in Eccellenza regionale: l'ossatura della squadra (allenata da Claudio Coppi, subentrato a seguito del mancato rinnovo di Pizzolato) venne riconfermata e i biancorossi, pur scontando alcune difficoltà logistiche (segnatamente l'indisponibilità di un campo d'allenamento stabile), si rivelarono competitivi, vincendo alla distanza lo scontro con Benacense Riva, Mezzocorona e Bolzano e accedendo così per la prima volta al Campionato Nazionale Dilettanti.
Nell'estate 1997 l'armonia in seno al direttivo si ruppe: la notte del 2 giugno Hanns Huber presentò in assemblea (il cui clima era già teso a causa della rilevante esposizione debitoria del club) la proposta di trasferire la squadra a Termeno sulla Strada del Vino, adducendo a motivo l'opportunità di giocare in una situazione climatica più temperata, soprattutto nel periodo invernale; Giua e Sepp Insam si opposero. La divergenza degenerò e si estese anche alla gestione tecnica della squadra: il presidente infatti pretendeva (contro il parere degli altri membri del direttivo) la conferma di tecnico e direttore sportivo e lo svolgimento del ritiro estivo a Nova Ponente, mentre il gruppo "ex Milland" voleva l'ingaggio di personaggi più quotati e aveva individuato come sede della preparazione Seefeld in Tirol. La riunione si concluse con la sfiducia di Huber e la sua rimozione della presidenza: l'architetto fece ricorso e la battaglia legale si trascinò per un mese, finché il Tribunale di Bolzano non sentenziò in favore degli altri dirigenti, che ebbero pertanto mano libera nel riorganizzare la società.
Durante la vertenza legale la presidenza fu retta transitoriamente da Luciano Giua, dopodiché a metà luglio venne insediato il nuovo direttivo, in cui entrarono Willy Gabalin (imprenditore ortofrutticolo molto vicino all'allora presidente della provincia di Bolzano Luis Durnwalder), Engelbert Schaller (funzionario provinciale e dirigente sportivo di lungo corso), Maurizio Cavallo, Horst Seebacher, Herman Larcher, Flavio De Monte, Gerhard Brandstätter e Angelo Baldassarre. Il nuovo organo elesse alla massima carica Leopold Goller, che pagò di tasca propria buona parte dei debiti e si adoperò per consolidare la società anche sotto gli aspetti manageriali e di marketing, coltivando altresì i rapporti con la tifoseria. Al contempo si fece più sostanziale l'apporto di Hans Krapf e della Duka, che divenne sponsor principale di maglia, inaugurando un rapporto destinato a superare il quarto di secolo. In un secondo momento lo stesso Krapf entrò a far parte del direttivo, che con l'ulteriore ingresso di Italo Franzoso, ufficiale dell'Arma dei Carabinieri, completò i propri ranghi.
In vista della stagione 1997-1998 alla rifondazione dell'organigramma coincise anche un cambio di guida tecnica, con la direzione sportiva assunta da Sepp Insam (Sala aveva infatti lasciato a seguito dell'uscita di Huber) e la panchina affidata a Franco Pezzato. La squadra però non fu particolarmente competitiva e si trovò stabilmente nella parte bassa della classifica, sicché al termine del girone d'andata l'allenatore rassegnò le dimissioni, venendo sostituito transitoriamente dai due tecnici della squadra juniores (Natale Pasetto e Alfredo Sebastiani) e quindi dall'ex difensore di Palermo e Cremonese Filippo Citterio che riuscì a risollevare il rendimento dei biancorossi e a conseguire la salvezza.
Nel 1998 la direzione sportiva passò a un esordiente, l'ex calciatore Werner Seeber: cresciuto nelle file del Milland e vincitore dello scudetto Primavera 1982 nelle file del Cesena di Arrigo Sacchi, aveva appena concluso la carriera professionistica, che l'aveva portato fino alla Serie C1. Egli, memore delle difficoltà dell'anno precedente, irrobustì la squadra con elementi d'alto profilo per il dilettantismo e con giovani di prospettiva (tra cui il terzino diciassettenne Hans Rudi Brugger, destinato a diventare una "bandiera" biancorossa) affidandola all'allenatore varesino Mario Belluzzo: alla prova del CND 1998-1999 il Südtirol-Alto Adige dimostrò una crescita di rendimento, chiudendo al settimo posto il proprio girone, piazzamento che in altre stagioni avrebbe comportato l'accesso ai playoff (nella circostanza non disputati per decisione federale). A fine stagione si consumò però la rottura con parte dei "fondatori" della squadra, tra i quali i fratelli Insam (il dirigente Sepp e il capitano Walter), che avevano proposto di rendere la società ancor più "policentrica", aprendo tre centri di formazione per le giovanili per servire tutti i distretti provinciali (Oltradige-Bassa Atesina a Termeno, Val d'Isarco-Val Pusteria a Bressanone, Burgraviato-Val Venosta-Val Passiria a Merano): l'idea, giudicata troppo onerosa, venne rifiutata ed essi lasciarono i colori biancorossi.
L'anno seguente in panchina venne chiamato Giuseppe Sannino e la rosa fu ulteriormente irrobustita dagli ingaggi, tra gli altri, dell'esperto centrocampista Luca Lomi (nominato capitano) e dell'attaccante Joachim De Gasperi. I biancorossi furono fin da subito coinvolti nella lotta al vertice, ingaggiando un serrato duello col Montecchio, che si risolse alla quintultima giornata, allorché il Südtirol-Alto Adige batté il Martellago e si issò in testa, suggellando la promozione all'ultimo turno, il 21 maggio 2000, grazie alla vittoria esterna per 0-1 sul campo del Mezzocorona con goal del difensore Matteo Girlanda.
In quest'ultima stagione la squadra fu peraltro oggetto del primo trasferimento delle gare interne: essendo sorti dei problemi in merito alla gestione del centro sportivo di Bressanone (strutturalmente non adatto alla Serie D, ma omologato in deroga), nel girone di ritorno si optò per spostarle presso la zona sportiva di Termeno sulla Strada del Vino, in Bassa Atesina; in compenso, qui emersero difficoltà di coabitazione con le altre società che già vi giocavano.

### I primi anni duemila
La stagione 2000-2001 sancì l'esordio del club in Serie C2. Dopo ventuno anni il calcio professionistico italiano tornò quindi ad annoverare una squadra altoatesina nelle proprie file, interrompendo un'assenza che durava dal campionato 1979-1980, nel quale il Bolzano aveva chiuso al terzultimo posto il proprio girone, retrocedendo così tra i dilettanti.
Il campo interno venne designato allo stadio Druso di Bolzano, unico impianto dell'Alto Adige ad essere omologabile per ospitare partite professionistiche: le gravi condizioni di fatiscenza in cui versava resero però necessario un intervento di risanamento per portare la capienza a circa 3000 posti a sedere. Particolarmente complessa risultò la situazione sulla tribuna centrale "Trieste", che rimase chiusa al pubblico praticamente per tutto il girone d'andata (gli spettatori poterono usare solo la tribuna "Isarco") e venne riaperta solo a fine gennaio 2001.
Il passaggio tra i "pro" rese necessario anche un cambiamento della forma statutaria: l'associazione sportiva venne dunque trasformata in società a responsabilità limitata (s.r.l.) e ridenominata Fussball Club Südtirol. L'iscrizione al Registro delle Imprese della provincia di Bolzano venne richiesta già il 7 febbraio e formalizzata, con atto ufficiale di fondazione del nuovo soggetto giuridico, il 21 giugno 2001: maggiore azionista divenne Leopold Goller, che ne mantenne la presidenza. La direzione sportiva fu affidata a Mauro Gibellini, il quale si adoperò anche per irrobustire il settore giovanile interno alla società, che dalla scissione col Milland contava su sole due squadre.
Sempre nel 2001 si provvide a trasferire la sede amministrativa del club da Varna a Bolzano (prima in via Avogadro, poi in via Cadorna); più tempo - per ragioni burocratiche - richiese invece lo spostamento di quella legale, che formalmente rimase domiciliata a Bressanone.
Nella prima stagione in Serie C2 i biancorossi ottennero una tranquilla salvezza; al termine di tale annata il tecnico Sannino entrò però in conflitto con la dirigenza (segnatamente col DS Gibellini) e scelse infine di lasciare il club. Nelle tre annate seguenti gli altoatesini, affidati all'allenatore Attilio Tesser, sfiorarono ripetutamente la vittoria in campionato e la promozione in Serie C1, fermandosi tuttavia sempre alla fase play-off; in rosa si distinse in particolare l'attaccante Thomas Bachlechner (figlio dell'ex difensore di Serie A Klaus), che tra il 2001 e il 2006 fu più volte capocannoniere di squadra e tra i primi realizzatori in assoluto a livello di girone. 
Nel 2003-2004 Tesser passò alla Triestina; gli subentrò Bruno Tedino, il quale a sua volta arrivò vicino alla promozione diretta, ma la perse raccogliendo soli 2 punti nelle ultime 4 giornate. Goller tentò di "dare una scossa" alla squadra esonerandolo e affidando la panchina a Fabio Sala (che rientrava in società dopo la precedente esperienza di direttore sportivo) e ad Alfredo Sebastiani (al secondo incarico di "traghettatore"), ma il cammino nei play-off terminò con la sconfitta in finale contro la Cremonese. Nella stagione 2004-2005 il Südtirol mancò del tutto l'accesso agli spareggi promozione: a nulla valse l'avvicendamento in panchina tra Claudio Terzulli (esonerato dopo 9 giornate) e Fabio Sala, che essendo sprovvisto del patentino per allenare nel professionismo dovette essere affiancato, dalla 15ª giornata, da Carlo Odorizzi.
Nel corso dell'annata 2005-2006 il presidente Leopold Goller, alle prese con difficoltà economiche e problemi di salute, lasciò il posto a Werner Seeber, che cumulò la carica con quella di direttore generale. La panchina fu affidata a Marco Baroni, che seppe imprimere alla squadra un gioco efficiente, soprattutto in fase difensiva; la stagione si risolse però con una nuova eliminazione ai play-off, in semifinale contro l'Ivrea.
La defezione di Goller rese la gestione di Seeber un momento di transizione: il neopresidente dovette infatti fare i conti con un budget piuttosto risicato e per comporre la rosa fece sistematico ricorso alla promozione di vari elementi dal vivaio (entrarono così in prima squadra, tra gli altri, Hannes Kiem, Michael Bacher, Manuel Fischnaller e Manuel Scavone), mentre per operare sul mercato si rivelarono preziose le plusvalenze (particolarmente munifici furono i passaggi di Michael Cia all’Atalanta e di Andrea Seculin alla Fiorentina). Per rafforzare la compagine societaria, sempre nel 2006 il socio Engelbert Schaller ebbe l'idea di fondare l'associazione sportiva dilettantistica AFC Südtirol-FCD Alto Adige, alla quale fu affidata la gestione di parte delle giovanili e che divenne titolare di una partecipazione azionaria del club "madre" (esprimendo un membro nel relativo CDA); in virtù della propria natura, l'associazione venne aperta alle affiliazioni di comuni cittadini, introducendo così un elemento di azionariato popolare.

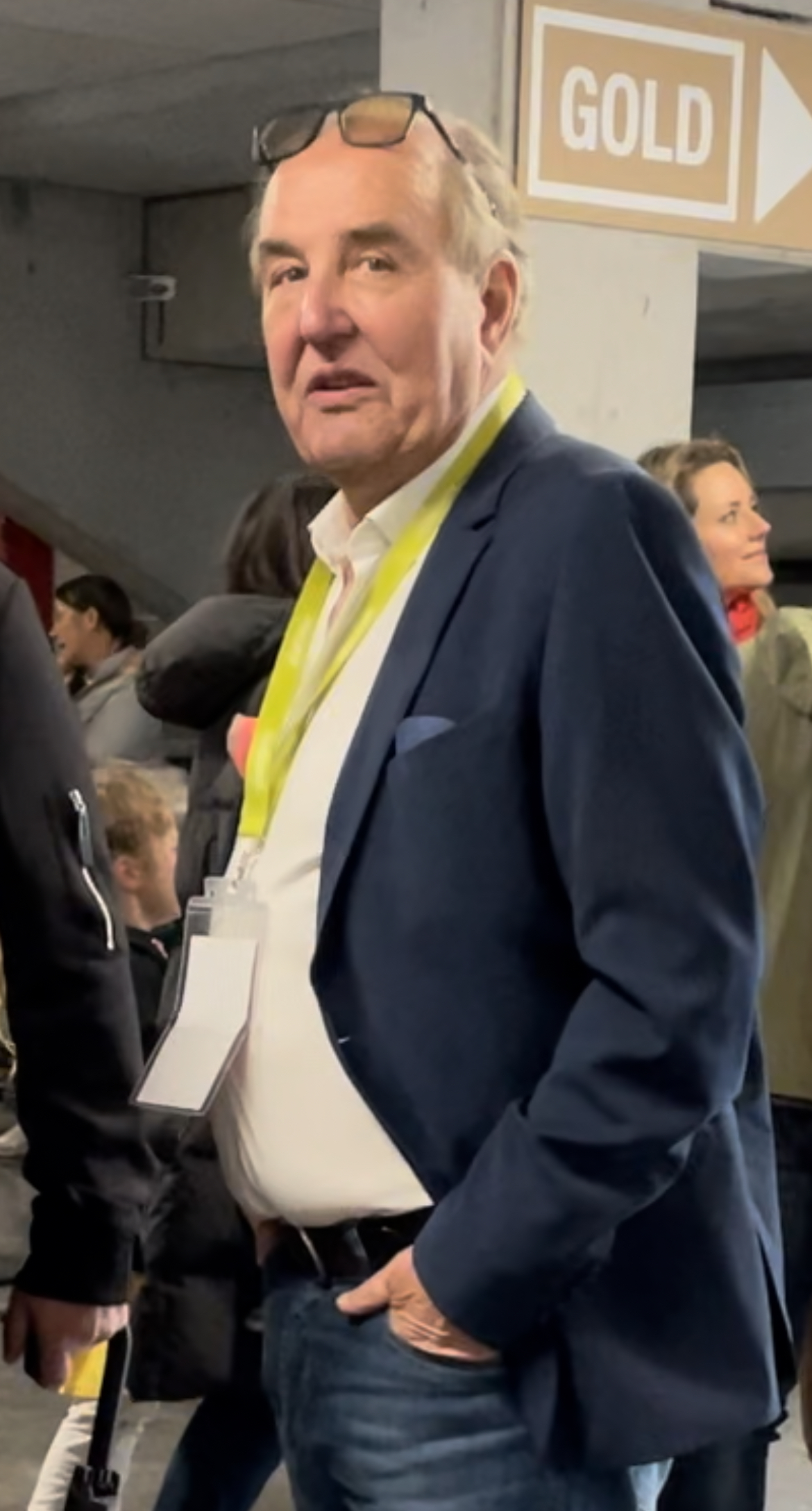
L'imprenditore Hans Krapf, tra i maggiori artefici delle fortune del Südtirol

Nel 2006-2007 la squadra altoatesina si presentò per la settima volta consecutiva al via del girone A di Serie C2, affidata alla guida tecnica di Aldo Firicano: dopo aver concluso il girone d'andata al terzo posto in classifica, distaccato di soli due punti dalla capolista Nuorese, un'involuzione di tendenza la condusse a terminare la stagione regolare in settima posizione, mancando l'accesso agli spareggi per la promozione. A nulla valse il ritorno, nel mercato invernale, dell'attaccante Thomas Bachlechner, che aveva trascorso mezza stagione in Serie C1 all'Ivrea, senza particolare fortuna. La squadra inoltre peccava di inesperienza anche a livello gestionale: la partita contro il Montichiari venne infatti invalidata e dichiarata persa 3-0 a tavolino a causa dell'impiego del giocatore Fabian Mayr, sul quale gravava una squalifica non scontata, rimediata nell'Eccellenza 2005-2006 durante la militanza nel Sankt Pauls di Appiano. Nel corso di questa stagione, peraltro, le difficoltà finanziarie originatesi nel "post-Goller" si acuirono ulteriormente: le casse della società erano in sofferenza e solo l'intensificazione dell'impegno di Hans Krapf riuscì a ricompattare il direttivo e a scongiurare lo spettro della cessata attività. Decisivo fu poi l'ingaggio del nuovo amministratore delegato Dietmar Pfeifer, che si fece garante dell'ingresso di nuovi azionisti (che comprarono le quote rimesse da Goller) e potenziò le attività di marketing, compiendo scelte che si rivelarono determinanti per le successive fortune del Südtirol. 

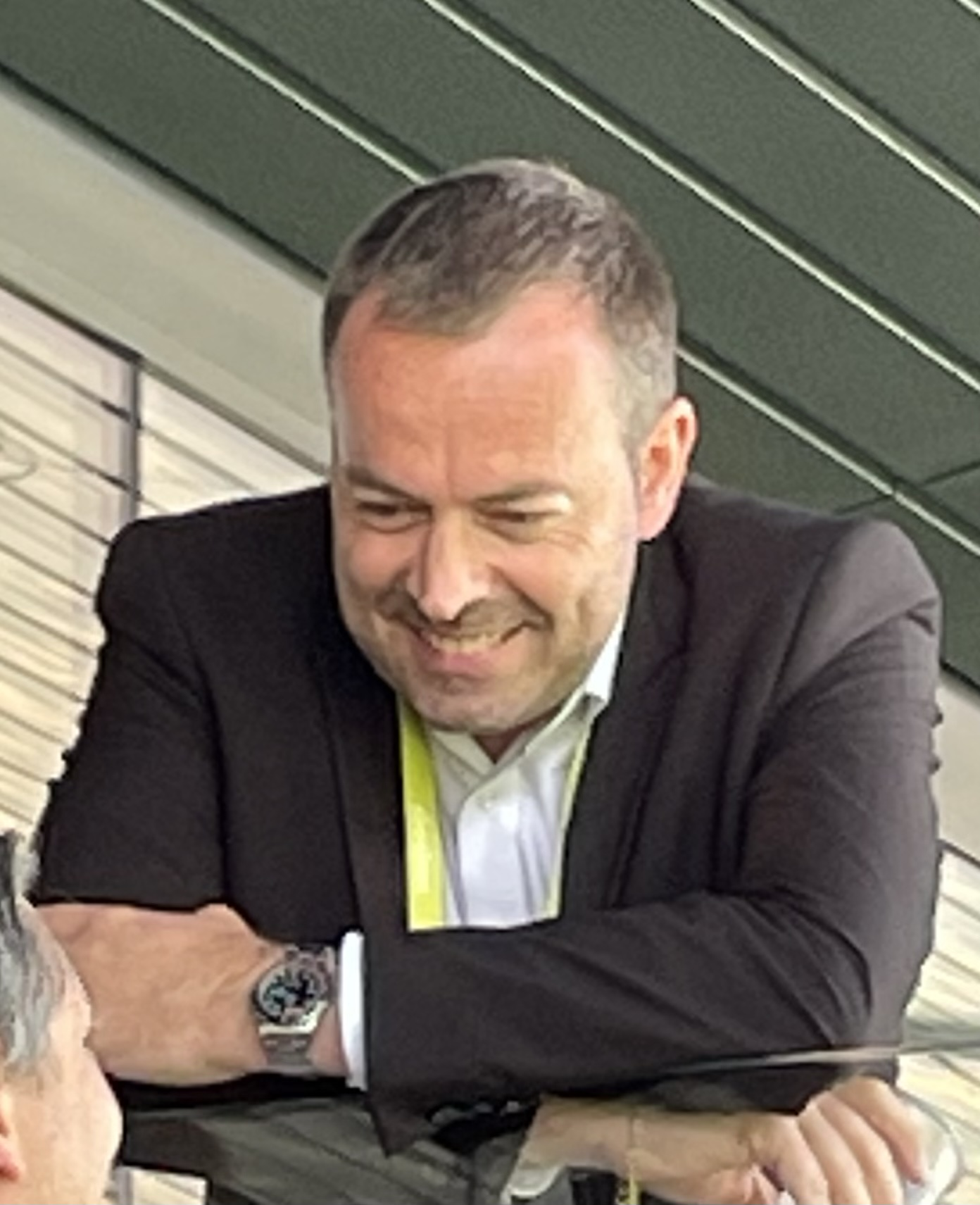
A metà anni 2000 le scelte manageriali dell'A.D. Dietmar Pfeifer furono il fulcro della riorganizzazione del club

Nuovi problemi insorsero però nell'estate 2007, quando alla società venne contestata la non coincidenza tra sede legale (formalmente rimasta a Bressanone) e campo interno (ormai da sette anni a Bolzano): nonostante le insistenze del Südtirol, che evidenziò l'inevitabilità di servirsi dello stadio Druso, stante l'insufficienza strutturale dei campi sportivi brissinesi, la Lega Professionisti Serie C impose ai biancorossi di giocare le proprie gare casalinghe nella stessa città della sede legale. L'ingiunzione non venne raccolta dal sodalizio biancorosso, che seguitò a presentare la propria squadra nello stadio bolzanino: le partite d'esordio stagionale, valide per la Coppa Italia di Serie C, ne vennero dunque condizionate, ché in entrambi i casi le squadre avversarie (rispettivamente Mezzocorona e Bassano Virtus) seguirono l'indicazione della Lega e si recarono a Bressanone, trovando il campo sportivo completamente deserto. Se nel primo caso venne disposto il rinvio della gara, poi vinta per 2-4 dal Mezzocorona, nel secondo caso (sebbene il Bassano avesse poi provveduto a spostarsi a Bolzano e a giocare l'incontro) il giudice sportivo irrogò la sconfitta a tavolino dei biancorossi per 0-3.
Dinnanzi alla minaccia di ulteriori sanzioni, il Südtirol infine acconsentì a ristabilirsi a Bressanone, giocandovi le prime partite del successivo campionato, finché la FIGC - accogliendone le istanze - concesse una deroga per la ri-adozione dello stadio Druso. Nel mentre, al fine di uscire dall'impasse, era stata finanche ipotizzata una fusione col Bolzano, ottenendo però un diniego da parte della storica società cittadina, che peraltro fin dal 2000 avversava la presenza del Südtirol nel capoluogo, lamentando in particolare difficoltà nella gestione dello stadio.
Il campionato 2007-2008 vide il club altoatesino giocare sottotono: la zona play-off rimase ben lontana e anzi la salvezza venne conseguita solo all'ultima giornata di campionato, grazie alla vittoria interna per 2-1 contro la Pro Vercelli.
Un anno dopo il Südtirol (affidato al tecnico Maurizio D'Angelo) non mostrò di aver implementato il proprio rendimento, collocandosi stabilmente nelle ultime posizioni di classifica. Un primo cambio di allenatore (con l'ingaggio di Marco Alessandrini) non sortì l'effetto sperato, sicché il 18 maggio 2009, dopo che un'ulteriore sconfitta patita contro l'Alghero causò le dimissioni anche del tecnico subentrante, la società promosse stabilmente in panchina dalle giovanili Alfredo Sebastiani, che in precedenza aveva già guidato la prima squadra in alcuni interim dal 1997 in poi. La permanenza in categoria fu poi sancita solo ai play-out, ove gli altoatesini riuscirono ad aver ragione della Valenzana.
Sempre nel corso della stagione 2008-2009 Werner Seeber cedette la presidenza della società all'imprenditore e politico Walter Baumgartner, che annunciò apertamente di voler puntare al salto in terza serie entro il 2013 e alla serie cadetta entro il 2015, nonché di voler dotare il club di uno stadio e un centro sportivo di proprietà a Laives. Al contempo prese definitivamente corpo il modello che avrebbe caratterizzato la società negli anni successivi: non vi fu più un investitore di riferimento, ma si puntò in maniera decisa sulla formula dell'azionariato diffuso, così da scongiurare il ripetersi delle difficoltà verificatesi con l'uscita di scena di Goller (che morì di lì a poco, il 10 giugno 2009). L'organigramma fu infine completato con l'ingaggio del direttore sportivo Luca Piazzi; Seeber invece a fine stagione si dimise da ogni ruolo, per proseguire in altri club la propria carriera dirigenziale.
La stagione 2009-2010 si aprì con la conferma in panchina di Alfredo Sebastiani e un drastico rinnovamento della rosa, nella quale ben undici elementi erano altoatesini. La bassa età media e l'assenza di elementi di spicco per carriera o talento non sembravano poter proporre il Südtirol tra le squadre di vertice del girone A della Lega Pro Seconda Divisione (nuovo nome della Serie C2), ma contrariamente ai pronostici i biancorossi si trovarono fin da subito coinvolti nella lotta per il primato, in un serrato testa-a-testa con Spezia, Legnano, Feralpisalò, Pavia e Alghero.
Decisive si rivelarono le ultime tre giornate della stagione regolare, due delle quali segnate da scontri diretti: al 32º turno i biancorossi pareggiarono per 0-0 con lo Spezia, indi al 33º vinsero per 0-1 contro il Pavia e infine, il 9 maggio 2010, batterono per 1-0 la Valenzana dinnanzi a uno stadio Druso tutto esaurito (3 500 spettatori).
Ultima giornata del girone A della Lega Pro Seconda Divisione 2009-2010
(Bolzano, stadio Druso) 
 Südtirol - Valenzana 
- Südtirol: Zomer, Brugger, Martin, Zullo, Cascone, Campo, Scavone, Bacher, Polito (dal 46' Fink), Marchi, Sorrentino (dal 59' Ortolan). Non entrati: Artuso, Mair, Mirri, H. Fischnaller, Clementi. Allenatore: Sebastiani.
- Valenzana: Lorello, Ranellucci, Benvenga, De Stefano (dal 46' Lorenzini), Aliboni, Caponi, Affatigato, Cini (dal 77' Nitride), Palazzo, Barbieri, Stanco (dal 73' Ravasi). Non entrati: Uggeri, Fusco, Rizzo, Grosso. Allenatore: Mangia.
- Marcatori: 69' Marchi
- Note: 3500 spettatori. Ammoniti: Martin, Marchi.
- Arbitro: Borriello (Mantova)
- Referto

Il Südtirol fece così suo il campionato e si garantì la promozione in terza serie per la prima volta nella sua storia.

### Il consolidamento in terza serie
La stagione 2010-2011, la prima nella storia del club in terza serie, si rivela difficoltosa: la carenza di risultati positivi spinge la società ad esonerare alla 27ª giornata il tecnico Alfredo Sebastiani, sostituendolo con Maurizio Pellegrino. Ciò non basta a invertire la rotta: a fine stagione il Südtirol retrocede in Lega Pro Seconda Divisione, dopo aver perso i play-out contro il Ravenna; il verdetto viene poi annullato a seguito del caso "Scommessopoli", che provoca la penalizzazione di molte squadre di Lega Pro (tra le quali Alessandria e Cremonese) e consente l'immediata riammissione dei biancorossi nella categoria perduta.
Frattanto, a febbraio 2011, la FIGC aveva finalmente accolto le richieste del club, acconsentendo allo spostamento formale della sede legale a Bolzano: la società ritenne infatti di stabilirsi definitivamente nel capoluogo, valutando che il trasferimento in altre località non avrebbe garantito ai biancorossi le stesse possibilità di crescita e radicamento.
Nella stagione 2011-2012 la squadra viene assegnata al girone B di Prima Divisione e l'allenatore Giovanni Stroppa la conduce al settimo posto finale in stagione regolare, mancando l'accesso ai play-off solo all'ultima giornata. Contestualmente, tramontata l'ipotesi di stabilirsi a Laives e dopo un'infruttuosa valutazione relativa a Caldaro, la società elegge a campo di allenamento l'impianto di Maso Ronco, nel comune di Appiano sulla Strada del Vino, presso cui viene altresì progressivamente stabilita la sede amministrativa (ferma restando quella legale nel capoluogo). Nei mesi estivi del 2012 si presenta il progetto di ampliamento e potenziamento del polo sportivo, con contestuale impegno di spesa da parte delle istituzioni locali.
Il 12 luglio 2012 la Lega Italiana Calcio Professionistico, giudicando ormai non più omologabile lo stadio Druso (con particolare riguardo per la capienza di soli 2974 posti a fronte di una soglia minima regolamentare che era al tempo di 4000 unità), delibera l'esclusione dal Südtirol dal campionato 2012-2013; il club immediatamente fece ricorso, dicendosi disposto a lavorare per addivenire a un progetto di ristrutturazione dell'impianto, ma facendo altresì notare come la capienza omologata fosse più che sufficiente per la media spettatori che le partite interne facevano registrare in quegli anni. Una settimana dopo la decisione fu invalidata e la deroga per il "Druso" venne nuovamente accordata.
Nella stagione regolare 2012-2013 la squadra, inserita nel girone A e guidata in panchina da Stefano Vecchi, si piazza quarta e si qualifica ai play-off, dove viene eliminata in semifinale dal Carpi (che poi salirà in serie B).

### Alterne vicende in Serie C
La successiva stagione 2013-2014 vede i biancorossi debuttare con fatica, attestandosi nella bassa classifica: il tecnico Lorenzo D'Anna, al debutto sulla panchina sudtirolese, ne paga le conseguenze e viene sostituito da Claudio Rastelli. L'avvicendamento rilancia il Südtirol, che risale la china e centra la terza posizione nel proprio girone, accedendo ai play-off promozione in Serie B. Nei primi due turni gli altoatesini eliminano il Como in gara secca interna (0-0 nei tempi regolamentari, 4-3 ai calci di rigore) e la Cremonese in doppio confronto (pareggio 1-1 a Cremona e vittoria 2-1 in casa). In finale si incontra la Pro Vercelli, che nella gara di andata si impone al Druso per 0-1 e pareggia 1-1 il ritorno al Silvio Piola di Vercelli, estromettendo nuovamente i biancorossi dalla rincorsa alla serie cadetta.
L'anno successivo (segnato dai rientri in squadra di Manuel Fischnaller e Michael Cia) è segnato da risultati altalenanti: sotto la guida del confermato Claudio Rastelli i biancorossi faticano ad ingranare, sicché nel giro di poche giornate la società decide per l'avvicendamento con Adolfo Sormani. La scelta inizialmente rivitalizza il Südtirol, capace di chiudere il girone d'andata tra le prime posizioni, ma una nuova involuzione di condizione patita nell'ultimo quarto di stagione regolare porta anche all'esonero di Sormani: gli subentra Giovanni Stroppa, che traghetta i sudtirolesi al 10º posto con 47 punti guadagnati.
Nei mesi estivi del 2015, a sorpresa, il DS Piazzi decide di non rinnovare il contratto al capitano Hannes Kiem, che scende nei dilettanti accasandosi alla Virtus Bolzano, club nato dalla fusione tra Bolzano e Virtus Don Bosco. La fascia di capitano del Südtirol passa ad Hannes Fink.
In panchina è nuovamente Stroppa a guidare i biancorossi nella stagione 2015-2016, che si rivela però all'insegna della metà classifica: il girone A viene concluso al decimo posto.
Per la stagione 2016-2017 la squadra viene affidata a William Viali: a dispetto dell'obiettivo dichiarato dei play-off, la squadra palesa un rendimento altalenante, navigando attorno a metà classifica. Una crisi di risultati porta i biancorossi verso la zona play-out, inducendo la società a cambiare la guida tecnica: il subentrante Alberto Colombo riesce a conseguire la salvezza con due giornate d'anticipo sulla naturale conclusione del campionato, anche grazie a un filotto di quattro vittorie consecutive.
Nell'estate 2017 l'ingresso del competente direttore sportivo Aladino Valoti (che subentra a Luca Piazzi) prelude a una rifondazione della parte sportiva: la rosa viene riallestita con elementi d'esperienza (il portiere Daniel Offredi e il difensore Kévin Vinetot) e molti giovani, mantenendo però l'ossatura di base costituita da Hannes Fink, Cia e Fabian Tait. In panchina viene chiamato Paolo Zanetti, all'esordio da allenatore di prima squadra dopo tre anni trascorsi nelle giovanili della Reggiana. Le scelte della società si rivelano fruttuose e il Südtirol si propone quale squadra di vertice del girone B di Serie C: trascinata dalle 13 reti del 27enne attaccante italo-svizzero Rocco Costantino (prelevato dalla Vis Pesaro dopo una lunga permanenza in squadre dilettantistiche) la compagine biancorossa si mantiene nelle zone alte della classifica e infine riesce a chiudere la stagione regolare al secondo posto alle spalle del solo Padova. Il piazzamento consente la qualificazione diretta ai quarti di finale dei play-off, dove i sudtirolesi eliminano la Viterbese Castrense (pareggio esterno per 2-2 all'andata e vittoria per 2-0 al ritorno in casa), ma si arrendono in semifinale al Cosenza (vittoria per 1-0 in casa e sconfitta per 2-0 in Calabria).
Nell'annata 2018-2019 la squadra, sempre guidata dal tecnico Paolo Zanetti, viene parzialmente rifondata dal nuovo direttore sportivo Paolo Bravo: tra le finestre di calciomercato e la stagione si registrano le partenze di Offredi, Costantino, Cia e Procopio, cui fanno riscontro gli acquisti di Tommaso Morosini, Gianluca Turchetta, Caio De Cenco, Simone Mazzocchi e vari altri elementi di buona prospettiva. Il Südtirol si piazza al 6º posto del girone B al termine della stagione regolare, ottenendo così la qualificazione alla successiva fase play-off: nel primo turno sconfigge la Sambenedettese per 1-0, ma viene eliminata al secondo turno dal Monza a seguito del pareggio per 3-3 in trasferta, che promuove i brianzoli in virtù del miglior piazzamento in classifica. Nel mentre prendono il via i lavori di ristrutturazione dello stadio Druso, promossi e finanziati dalle istituzioni locali, al fine di ammodernare la struttura e portarla a collimare con gli standard strutturali della Serie B: grazie alla posa di alcune tribune posticce, lo stadio rimane tuttavia agibile anche in presenza del cantiere.
L'opera di rifondazione prosegue anche nel 2019-2020, con una campagna di innesti che tra gli altri porta in biancorosso il portiere Tommaso Cucchietti, il difensore Mario Ierardi, il centrocampista Daniele Casiraghi e l'attaccante Matteo Rover. In panchina, a seguito della fine del rapporto con Paolo Zanetti (passato all'Ascoli), viene richiamato Stefano Vecchi. La stagione regolare (chiusa anzitempo per il dilagare della pandemia di COVID-19 in Italia) vede il Südtirol piazzarsi quarto e successivamente perdere il primo turno dei playoff nazionali (giocato a porte chiuse eccezionalmente presso la Raiffeisen Arena di Bressanone) contro la Triestina.
Vecchi viene confermato in panchina anche per il 2020-2021: la rosa a sua disposizione viene nuovamente riassortita, ché alle partenze (tra gli altri) di Tommaso Cucchietti, Tommaso Morosini, Simone Mazzocchi, Mario Ierardi e Luca Berardocco, fanno riscontro gli innesti del portiere Giacomo Poluzzi, del centrocampista Leandro Greco e dell'attaccante Raphael Odogwu. Nuovamente i biancorossi si propongono ai vertici del girone B, battagliando lungo tutta la stagione con Padova e Perugia per la promozione diretta, che sfuma solo alla penultima giornata: il terzo posto finale consente al Südtirol di accedere al primo turno dei playoff nazionali, conclusi con l'eliminazione al secondo turno nazionale contro l'Avellino. Nel corso della stagione viene altresì completato il primo lotto di lavori allo stadio Druso, comportando per il Sudtirol il dover giocare le prime partite interne dell'annata a Salò.

### L'ascesa in Serie B
Nell'estate 2021, partito il tecnico Vecchi alla volta della Feralpisalò, viene ingaggiato Ivan Javorčić. L'ossatura della squadra viene complessivamente confermata, con poche variazioni perlopiù tra centrocampo e difesa, tra cui spicca il ritiro dal calcio giocato di Leandro Greco, che è nominato allenatore in seconda. Sul versante societario, a ottobre Walter Baumgartner non si ripresenta per la carica di presidente ed esce dall'organigramma, restando però nella compagine azionaria; l'assemblea dei soci elegge al suo posto Gerhard Comper, già membro del consiglio di amministrazione e direttore amministrativo del gruppo Forst. Riassegnato dopo cinque stagioni al girone A, composto da sole squadre del Nord Italia, il Südtirol si insedia fin da subito ai vertici della classifica e all'11ª giornata diventa capolista; il 12 dicembre, grazie al pareggio esterno per 0-0 con il Padova, i biancorossi diventano campioni d'inverno. La squadra si connota in particolare per la solidità difensiva: in tutto il girone d'andata subisce appena 5 gol (a fine stagione il passivo sarà di 9) e tra il 4 settembre (2ª giornata di campionato, pareggio 1-1 contro l'AlbinoLeffe) e il 10 novembre 2021 (recupero della 5ª giornata, vittoria 1-2 contro il Legnago) la porta difesa da Giacomo Poluzzi accumula 1019 minuti di inviolabilità. Gli altoatesini ottengono peraltro il più lungo record d'imbattibilità del campionato, che resiste fino alla 29ª giornata, quando subiscono la prima sconfitta in campionato per mano del Piacenza, e arrivano per la prima volta in finale di Coppa Italia Serie C, dove tuttavia vengono battuti dal Padova (0-0 l'andata in trasferta, 0-1 il ritorno in casa); la squadra veneta si rivela altresì l'unica competitrice del Südtirol, che nelle ultime giornate di campionato ne subisce la rimonta, con riduzione del vantaggio da 10 a 2 punti. Ai patavini, però, non riesce il sorpasso, poiché lo scontro diretto della penultima giornata si risolve sullo 0-0, così come accaduto all'andata; infine all'ultimo turno, il 24 aprile 2022, gli altoatesini si impongono in trasferta per 0-2 contro la Triestina, risultato che vale la vittoria del campionato e la prima promozione in Serie B nella storia del club, a oltre settant'anni di distanza dall'unica altra apparizione di un'altra squadra della provincia, il Bolzano. L'annata si conclude con la Supercoppa, in cui il Südtirol batte il Bari e viene sconfitto dal Modena; contestualmente il capitano Hannes Fink annuncia il ritiro dall'attività agonistica, cedendo definitivamente la fascia a Fabian Tait.
Ultima giornata del girone A della Serie C 2021-2022
(Trieste, stadio Nereo Rocco) 
 Triestina - Südtirol 
- Triestina: Martinez, Rapisarda, Volta (59’ Negro), Ligi, St Clair (67’ Iotti), Calvano, Crimi, Galazzi, Sarno (64’ Petrella), Trotta (59’ Gomez), Procaccio (67’ Litteri). Non entrati: Offredi, Lopez, De Luca, Ala-Myllymaki, Baldi. Allenatore: Bucchi
- Südtirol: Poluzzi, Malomo (89’ Vinetot), Zaro, Curto, Davi, Moscati (71’ Fabbri), Gatto, Broh (89’ De Col), Casiraghi (71’ Beccaro), Rover, Odogwu (34’ st Eklu). Non entrati: Meli, Voltan, Fink, Fischnaller, Galuppini, Tait, H'Maidat. Allenatore: Javorcic
- Marcatori: 41', 63' Casiraghi
- Note: 1970 spettatori di cui 570 ospiti. Ammoniti: Volta, Zaro, Malomo
- Arbitro: Longo (Paola)
- Referto

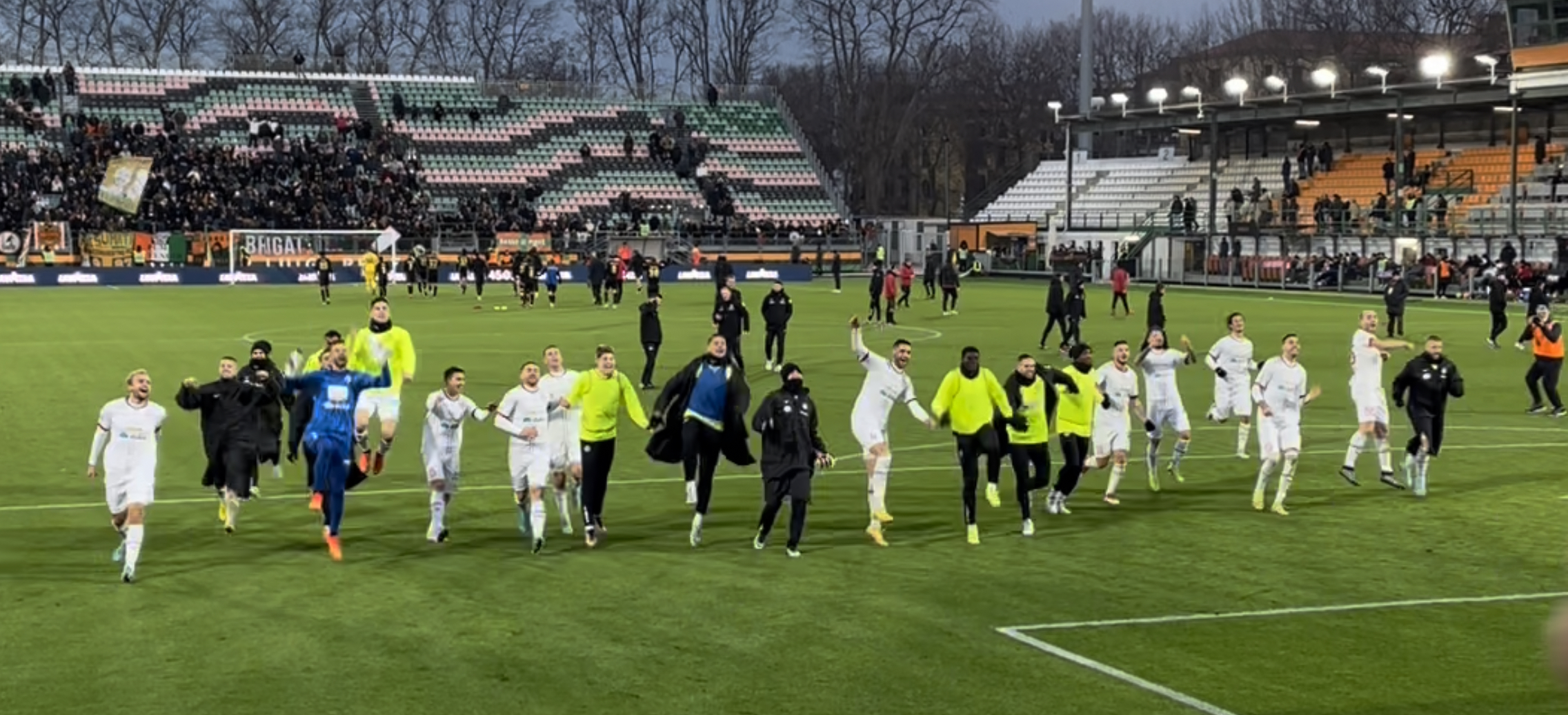
I giocatori del Südtirol festeggiano una vittoria durante lo storico campionato d'esordio in Serie B.

Nei mesi estivi del 2022 il Venezia paga la clausola rescissoria di Ivan Javorčić per assumerlo come nuovo tecnico; in sua sostituzione il Südtirol chiama Lamberto Zauli, il cui incarico si esaurisce però già nel precampionato: giudicando particolarmente infruttuoso il rendimento della squadra nelle amichevoli e in Coppa Italia (da cui i biancorossi vengono eliminati dalla Feralpisalò), il contratto del tecnico viene rescisso consensualmente il 9 agosto. Il 14 agosto la squadra esordisce pertanto in Serie B affidata ad interim al viceallenatore Leandro Greco, che guida i biancorossi nelle prime 3 giornate, risolte in altrettante sconfitte con 1 gol fatto e 8 subìti. Il 29 agosto la panchina passa quindi a Pierpaolo Bisoli, che già alla quarta giornata conduce il Südtirol (che registra l'ingaggio dell'esperto difensore Andrea Masiello) a ottenere i suoi primi storici 3 punti in cadetteria, battendo il Pisa per 2-1: questo è l'inizio di una serie positiva di 12 risultati utili consecutivi, che allontana i biancorossi dal fondo classifica e li porta stabilmente in zona play-off. La difesa, confermata rispetto alla Serie C (col solo innesto, oltre che di Masiello, di Alessandro Celli), conferma la propria solidità, mentre emergono le individualità dei centrocampisti Luca Belardinelli e Hans Nicolussi Caviglia e degli attaccanti Matteo Rover e Raphael Odogwu. Il rendimento si mantiene alto per praticamente tutto il resto della stagione, nella quale il Südtirol non solo centra la salvezza con largo anticipo (il che costituisce già il miglior risultato nella storia del calcio in Trentino-Alto Adige), ma grazie al sesto posto in stagione regolare disputa anche gli spareggi promozione. Superata la Reggina al preliminare, la squadra bolzanina si qualifica alle semifinali, dove viene eliminata dal Bari, che ribalta la sconfitta subita all'andata al Druso (1-0) vincendo per 1-0 in casa e prevale per il migliore piazzamento nella stagione regolare.
Bisoli viene confermato anche per la stagione successiva, rinnovando il contratto fino al 2025. Tuttavia, dopo un buon avvio di campionato, la squadra (fortemente riallestita, soprattutto in difesa, dove si registra l'addio di Giovanni Zaro, Marco Curto e Filippo De Col) tra novembre e dicembre incappa in quattro sconfitte, arrivando solo un punto sopra la zona play-out: la società pertanto decide di affidare la prima squadra al tecnico della Primavera 2, l'italo-svizzero Federico Valente; il girone d'andata si conclude al 15º posto in coabitazione col Lecco. Anche grazie ad alcuni inserimenti mirati nel calciomercato invernale (arrivano in biancorosso, tra gli altri, Filippo Scaglia, Tommaso Arrigoni e Jasmin Kurtic), nel girone di ritorno il Südtirol riesce a distanziare le ultime posizioni e ad attestarsi a metà classifica. Il 1º maggio, grazie alla vittoria per 4-3 sulla Ternana, i biancorossi centrano la salvezza con due giornate d'anticipo, per poi chiudere la stagione al dodicesimo posto.
Ancor più complessa è la stagione 2024-2025: la squadra, infatti, patisce molti infortuni a uomini chiave, mostrando altresì un aggravamento delle difficoltà difensive già palesate l'anno prima, le quali si estendono anche al centrocampo. Di riflesso, si registra nuovamente "volatilità" in panchina: Valente, inizialmente confermato con un contratto annuale con opzione per il secondo, viene esonerato ai primi di novembre con 13 punti ottenuti in 12 partite. L'avvento al suo posto di Marco Zaffaroni è però improduttivo, risolvendosi in quattro sconfitte consecutive e in un ulteriore esonero. Le sorti del Südtirol vengono risollevate dall'ingaggio di Fabrizio Castori, che rilancia la squadra portandola dall'ultimo posto a metà classifica, ottenendo la salvezza diretta alla penultima giornata. Tra i giocatori, si distinguono per rendimento l'attaccante Silvio Merkaj (che con Castori riprende a segnare con continuità, rivelandosi il miglior marcatore stagionale in biancorosso), i centrocampisti Niklas Pyyhtiä e Salvatore Molina (che soprattutto nel girone di ritorno implementano la qualità del centrocampo biancorosso), i difensori Simone Davi (che trova i suoi primi goal in serie cadetta) e Nicola Pietrangeli (che mette a frutto le proprie doti non solo in arretramento, ma anche come colpitore di testa) e il portiere Marius Adamonis (via via preferito al "senatore" Poluzzi, frenato anche dagli infortuni). Il Südtirol si attesta quindi in decima posizione.

## Colori e simboli

### Colori

La bandiera della provincia autonoma di Bolzano.

Dal 1995 i colori del Südtirol sono il bianco e il rosso, mutuati dalla storica simbologia araldica della provincia e della città di Bolzano (e prima ancora del Tirolo storico). Generalmente nella maglia casalinga predomina il bianco, mentre in quelle di cortesia (una o due, a seconda dei contratti di sponsorizzazione) risultano esser stati adottati i colori rosso, nero, blu, giallo, verde o ancora il viola per l'esordio in Serie B.
Differenti sono stati gli schemi scelti nel corso degli anni per le maglie casalinghe: nelle prime due stagioni, dal 1995 al 1997, venne adottata una casacca a fasce bianco-rosse, dopodiché nel 1997-1998 fu in uso una maglia su base bianca con un pattern di righine rosse frastagliate nella parte alta del torso, sfumate inferiormente. Tra il 1998 e il 2000 si optò per una divisa "stile Ajax", bianca con largo "palo" rosso centrale, che poi si evolvette in una soluzione con tronco rosso e solo le maniche bianche per la prima parte dell'annata 2000-2001 e quindi in un template che proponeva tronco bianco e fianchi e maniche rossi con minime finiture nere. Le successive stagioni fino al 2013 furono giocate con maglie interne perlopiù bianche, nelle quali il rosso era relegato a decorazioni e finiture.

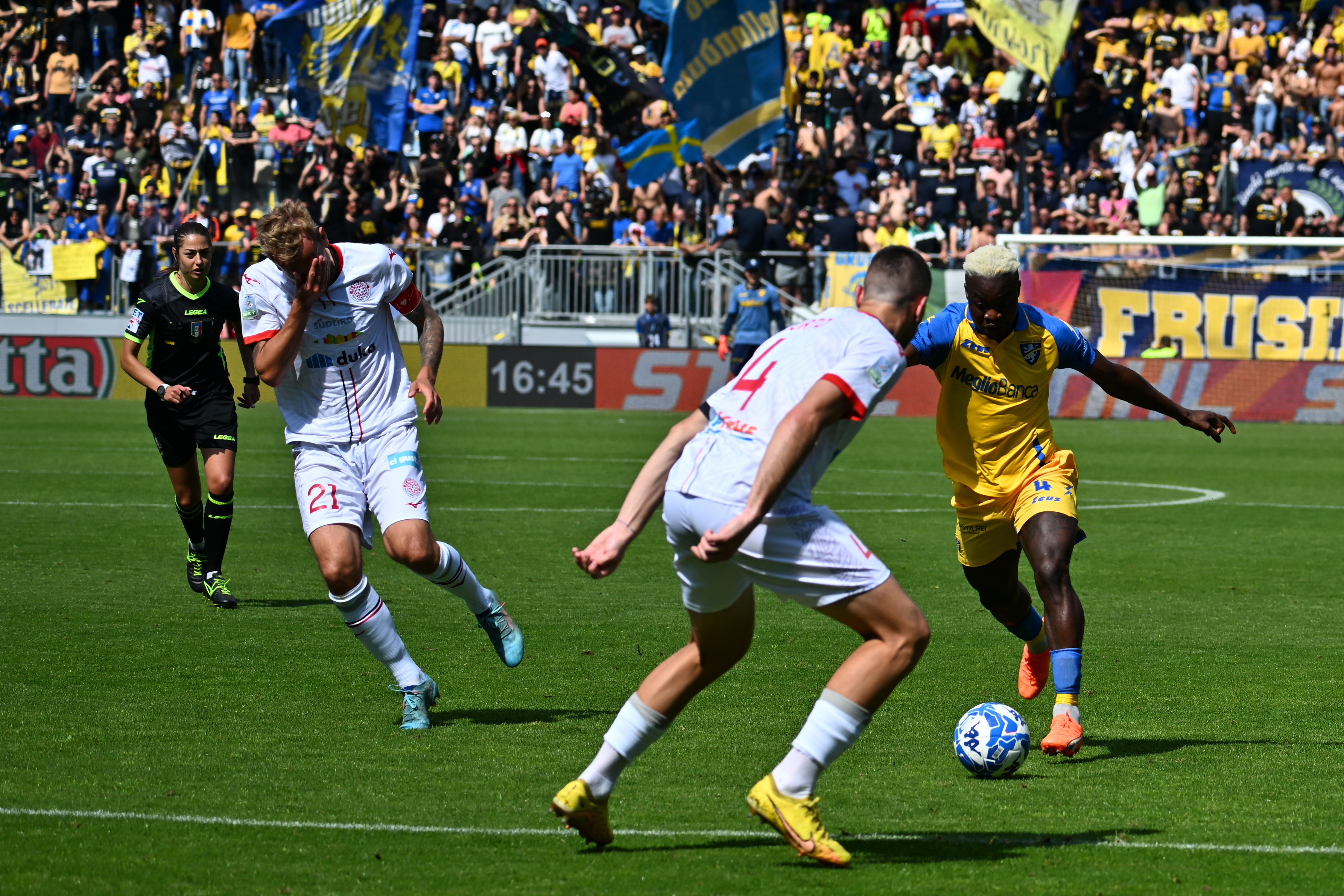
Giocatori del Südtirol durante una partita, nella tipica maglia interna su base bianca

La soluzione più peculiare e durevole (e dunque iconicamente associata al club) fu quella progettata nel 2013 dal designer Antonino Benincasa (già autore del logo dei XX Giochi olimpici invernali) per conto dello sponsor tecnico Garman, poi votata online dai tifosi del club e successivamente rimasta in uso fino alla stagione 2016-2017:
- divisa di casa in gran parte bianca, con impresso sul torso un motivo a scacchi romboidali bianco-rossi che si allunga in diagonale verso la spalla destra e copre tutto il relativo lato della divisa. Pantaloncini bianchi con inserti simmetrici rossi, così come i calzettoni. Numeri e scritte in rosso.
- divisa da trasferta rossa, decorata sul torso da motivi spiroidali bianchi che si allungano fino alle maniche. Pantaloncini rossi con inserti bianchi, così come i calzettoni. Numeri e scritte in bianco.

Dal 2017, concluso il rapporto con Garman, il suddetto disegno è stato dismesso: gli sponsor tecnici successivi hanno optato per template meno estrosi e più lineari, con anche l'aggiunta sistematica di dettagli neri.

#### Evoluzione della divisa
Maglie di casa
| Casa 1995-1997 | Casa 1997-1998 | Casa 1998-2000 | Casa 2000-2001 (1) | Casa 2000-2001 (2) | Casa 2001-2006 | Casa 2006-2009 | Casa 2009-2011 | Casa 2011-2012 | Casa 2012-2013 |
| Casa 2013-2017 | Casa 2017-2018 | Casa 2018-2020 | Casa 2020-2021     | Casa 2021-2022     | Casa 2022-2023 | Casa 2023-2024 | Casa 2024-2025 | Casa 2025-2026 |                |

Maglie di cortesia
| Trasferta 2000-2001 | Trasferta 2013-2017 | Trasferta 2018-2020 | Trasferta 2020-2021 | Trasferta 2021-2022 | Trasferta 2022-2023 | Trasferta 2023-2024 | Trasferta 2024-2025 | 3^ divisa 2024-2025 |

### Simboli ufficiali

#### Stemma
Nelle stagioni 1995-1996 e 1996-1997 sulle maglie da gioco del Sudtirol campeggiava un logo (declinato in due forme) ispirato all'allora identificativo ufficiale della promozione enogastronomica altoatesina: un cerchio col disegno stilizzato di una montagna e la ragione sociale inscritta all'interno.
Nel 1997 il grafico Giovanni Morello studiò il primo vero logotipo del club, che consisteva nel semplice lettering della ragione sociale a caratteri stampatelli bianchi e rossi, con sovrapposto un pallone da calcio sulla parte destra (e le lettere sotto di esso sfalsate orizzontalmente); sulla maglia esso compariva sovente racchiuso in un ancile disposto orizzontalmente.
Nel 2001 subentrò il primo stemma "propriamente detto", costituito da un cerchio decorato con un motivo a scacchi romboidali bianchi e rossi, con al centro un pallone da calcio e circondato da una corona circolare a sua volta bianca e rossa, contenente il nome della squadra (FC Südtirol-Alto Adige). La società stessa ammise che, nelle sue forme, il simbolo intendeva evocare quello del Bayern Monaco, squadra che storicamente gode di larga popolarità in provincia di Bolzano.
Dal maggio 2016 il club ha rivisitato il logo: ferma restando la forma circolare, ne è stato modificato il contenuto. La scaccatura bianco-rossa interna è sostituita da un reticolato bianco su fondo rosso (che comunque ricalca il previgente motivo), mentre il disegno del pallone da calcio viene reso tridimensionale. Viene inoltre modificata la dicitura apposta nella corona circolare esterna: nella metà superiore (rossa) appare la ragione sociale FC Südtirol, mentre in quella inferiore (bianca) è inscritto il nome Bolzano-Bozen, al fine di meglio rimarcare il rapporto della squadra con la città capoluogo dell'Alto Adige.

#### Inno
Dal 2016 inno ufficiale della squadra è il brano bilingue (con strofe alternate in italiano e tedesco) FCS, anche conosciuto come Mitten in den Bergen gibt es einen Ort - Dalle vette al campo un'eco va dal testo dei primi versi.
La canzone porta la firma di Lukas Tait (fratello del calciatore Fabian Tait), che ne ha composto la musica insieme a Daniel Calovi e Patrick Calovi; il testo italiano (cantato da Francesco Bonet e Manuel Sicchirollo) è opera di Martina Calovi, mentre il testo tedesco (affidato alla voce di Lukas Tait) è di Aaron Kerschbaumer.

#### Mascotte
Nel 2006 venne introdotta una mascotte chiamata Jodltoni, un ragazzo vestito "alla tirolese" (cappello piumato e lederhosen rossi su maglietta bianca) che portava con sé un pallone da calcio; il suo impiego però scemò dopo pochi anni.

## Strutture

### Stadio

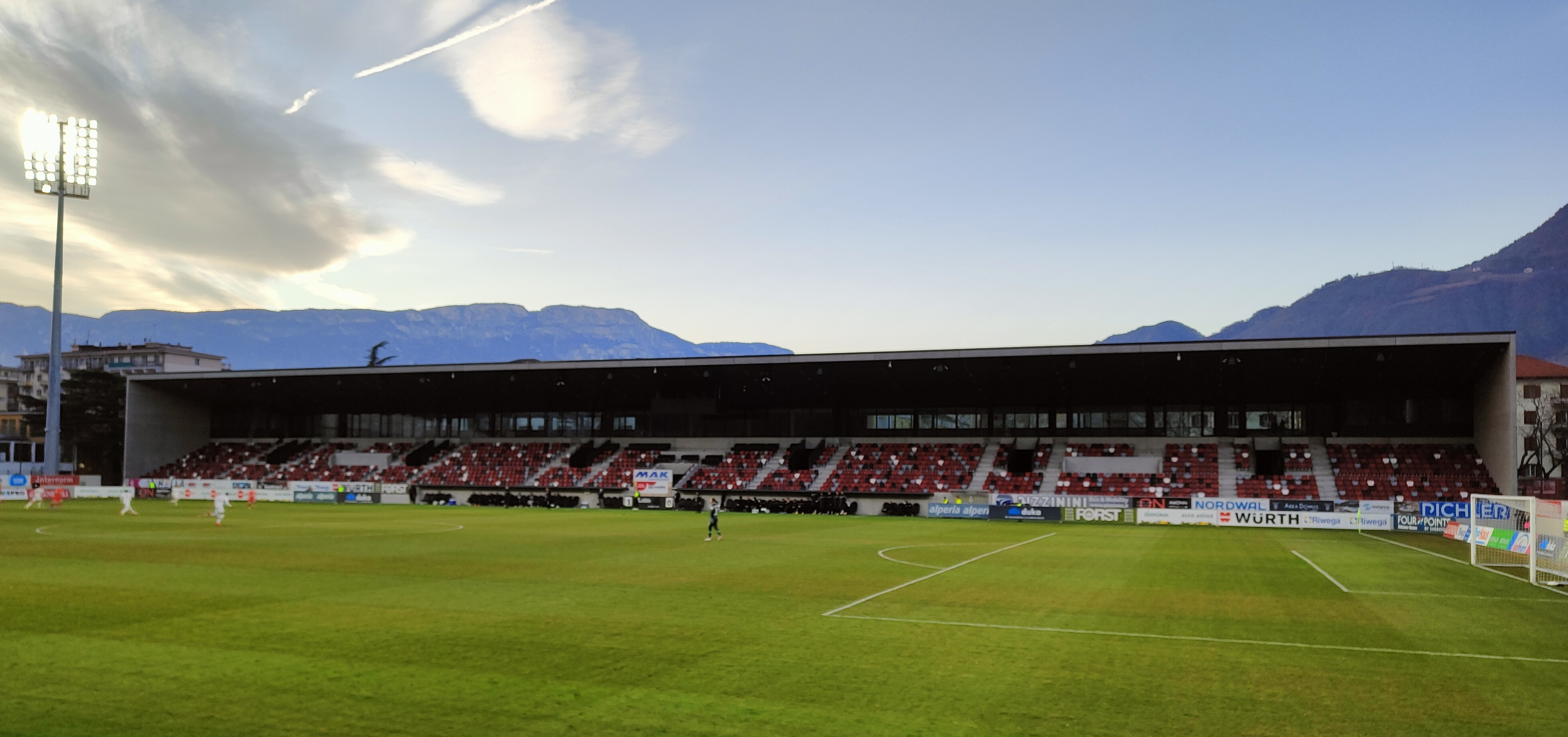
Lo stadio Druso: vista sulla tribuna centrale "Zanvettor" dopo i lavori di ristrutturazione (2022)

Nelle prime stagioni di esistenza l'allora SV Milland adottava quale campo interno il Fussballplatz Milland di Bressanone, campo da calcio del proprio quartiere d'appartenenza, situato sul Lungo Isarco Sinistro e dotato di piccole tribune a terrapieno.
Nel 1995, con l'inizio dell'epoca biancorossa, arrivò un primo trasferimento al più capiente campo polisportivo del lido di Bressanone (poi ribattezzato Raiffeisen Arena), che sorgeva sulla sponda opposta dell'Isarco, praticamente dirimpetto a Millan.
Nel 2000 si verificò un doppio trasferimento: le difficoltà di gestione del terreno di Bressanone, omologato in deroga per la Serie D, comportarono la necessità di trovare un nuovo campo interno, che fu individuato nella Sportzone di Termeno sulla Strada del Vino. A stretto giro il passaggio tra i professionisti rese bensì necessario reperire un terreno di maggiore capienza, che in Alto Adige era individuabile unicamente nello Stadio Druso di Bolzano, arena polisportiva (dotata anche di pista d'atletica leggera) con due tribune laterali coperte.
Tale soluzione ebbe inizialmente risvolti problematici: da un lato il Druso era ridotto in condizioni di seria fatiscenza e dovette subire un intervento urgente di risanamento; dall'altro il Bolzano, club che storicamente usufruiva nello stadio e ne aveva la gestione, protestò a più riprese per la convivenza con il Südtirol, che dal canto proprio valutò anche la costruzione di un proprio impianto nel comune di Laives, il cui sindaco approntò allo scopo un piano finanziario di massima. Nondimeno il mantenimento della sede legale a Bressanone fece sì che nel 2007 la Federcalcio ingiunse al Südtirol di fare ritorno in tale città, salvo poi sanare la situazione concedendo un'apposita deroga; la querelle rientrò del tutto solo ai primi del 2011, allorché il Südtirol decise di puntare in modo deciso su Bolzano (ritenendo che altre località non avrebbero garantito le stesse possibilità di crescita e radicamento) e trasferì anche il proprio domicilio formale nel capoluogo altoatesino.
Dal 2000 in poi, al netto delle suddette traversie e salvo rare occasioni (ad esempio i playoff del campionato 2019-2020, giocati a porte chiuse nuovamente alla Raiffeisen Arena di Bressanone), il Südtirol disputa stabilmente le proprie gare interne a Bolzano. Da aprile 2019 alla seconda metà del 2021 il "Druso" è stato ammodernato e ampliato: la capienza è stata portata a collimare coi requisiti minimi della Serie B (da 3500 a oltre 5500 posti), con ricostruzione, allargamento e allungamento fino a bordo campo delle due gradinate (previa eliminazione della pista d'atletica, così da adibire lo stadio alla sola pratica calcistica), che vengono inoltre dotate di maggiori comfort e servizi al pubblico. Al contempo viene preservata la fisionomia architettonica originaria degli esterni, in particolare la facciata monumentale della tribuna centrale "Christian Zanvettor" (già "Trieste") e la copertura ad archetti della tribuna minore "Albano Canazza" (già "Isarco"), integrate con aggiunte di gusto marcatamente brutalista. L'intervento è stato cofinanziato dalle amministrazioni comunale (che dal 2016 ha preso direttamente su di sé la gestione infrastrutturale) e provinciale.
Per gran parte del cantiere, grazie all'aggiunta di tribune posticce in tubolari metallici, lo stadio è rimasto agibile per la disputa delle partite: la fase apicale dei lavori, nel corso del 2020, ha tuttavia obbligato il Südtirol a spostarsi transitoriamente dapprima alla Raiffeisen Arena di Bressanone e quindi allo stadio Lino Turina di Salò (BS); una volta conclusa questa fase, la tribuna "Canazza" è stata ri-omologata per l'accesso al pubblico nella tarda estate 2020. I lavori sulla tribuna "Zanvettor" sono invece proseguiti fino all'aprile 2022, dopodiché il "nuovo Druso" è stato aperto alla massima capienza.

### Centro di allenamento

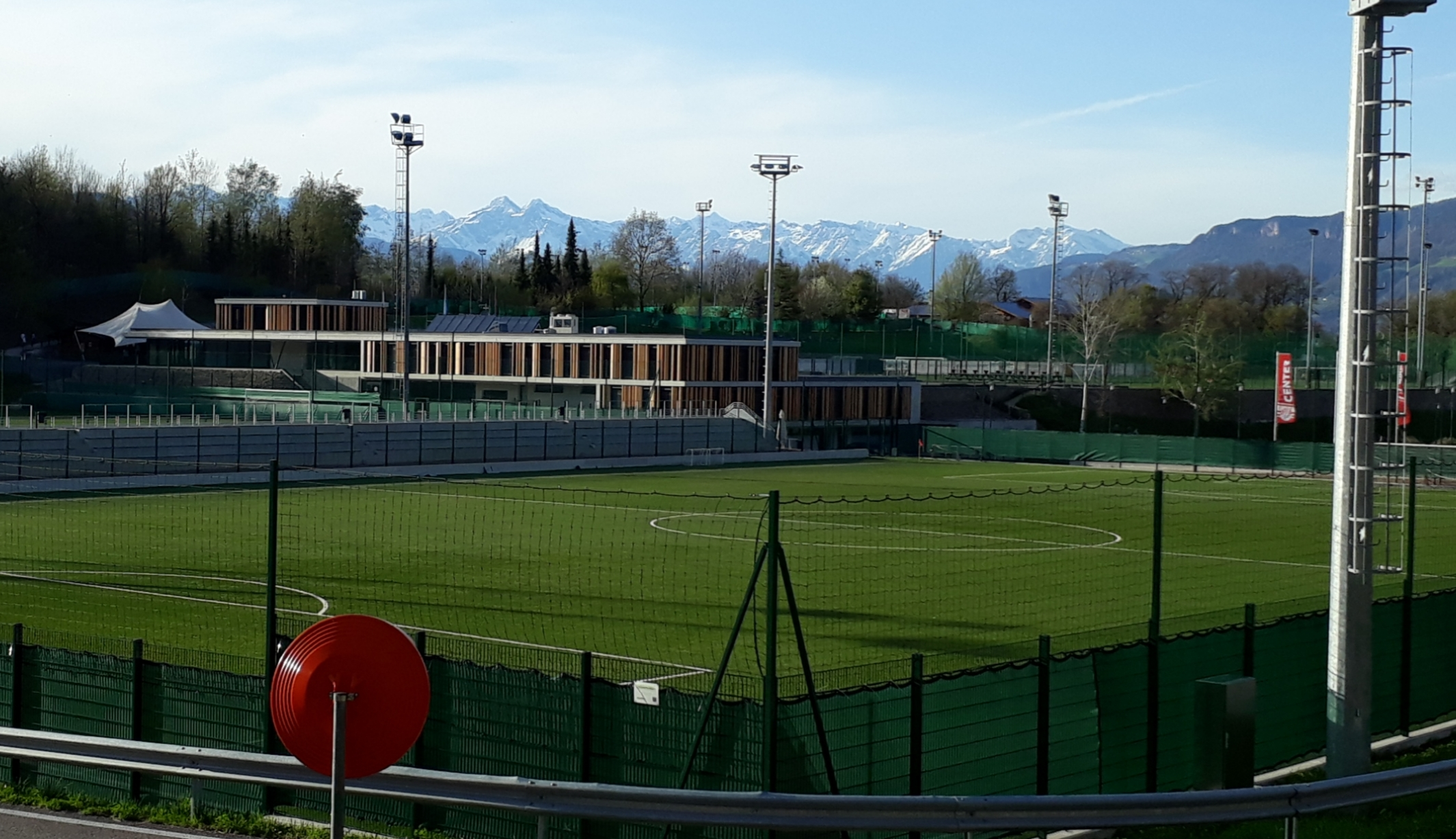
Il campo principale sintetico dell'FCS Center di Appiano; sullo sfondo una delle palazzine che ospitano gli uffici societari.

Il succitato progetto dello stadio a Laives, nei piani della società, includeva anche la realizzazione di un centro di allenamento. Agli albori del club le varie squadre svolgevano la preparazione in diversi campi sparsi per la provincia: la prima squadra in particolare fu inizialmente basata al campo sportivo militare di Varna, poi alla zona sportiva di Termeno, dovendo scontare nel primo caso l'inadeguatezza della struttura, nell'altro la difficile convivenza con altri club della Bassa Atesina.
L'ipotesi laivesotta presto sfumò, così come quella che aveva previsto di poter costruire un centro sportivo a Caldaro. Perciò, fin dai primi anni 2010, il Südtirol iniziò a concentrare la preparazione di tutte le selezioni societarie presso il centro sportivo di Maso Ronco, ubicato in frazione Monticolo nel comune di Appiano sulla Strada del Vino; nel 2013 ne vennero avviati i lavori di potenziamento e nel 2015, previa ratifica di una convenzione tra società, amministrazione comunale (titolare del diritto di superficie) e giunta provinciale, l'impianto assunse la denominazione di FCS Center. I lavori per la realizzazione del centro si conclusero il 7 aprile 2018, quando venne celebrata l'inaugurazione.
Il FCS Center si estende su una superficie di 47248 m² e dispone di quattro campi da calcio regolamentari (due in erba naturale, due in erba sintetica), di un campo da calcio a 5 (in erba sintetica) e di due campi da beach volley, tutti recintati e dotati di illuminazione. Gli edifici di pertinenza ospitano locali di servizio (spogliatoi, palestra, piscine, ambulatori medici, magazzini, lavanderia), aree aperte al pubblico (sale conferenze, esercizi di ristorazione e il negozio ufficiale della squadra) e uffici amministrativi del club altoatesino. La proprietà sulla struttura in sé è ripartita tra il club e il municipio di Appiano.
Il FCS Center è altresì la sede delle partite interne della prima squadra femminile e delle selezioni giovanili del Südtirol militanti nei campionati a carattere agonistico. A tale scopo, i due campi principali sono dotati di piccole tribune.
Strutturalmente connessi al centro sono anche i sette campi da tennis outdoor e indoor gestiti dal Tennisclub Rungg e i due bocciodromi indoor in capo al Club Amatori Boccia Eppan.
Il centro di Maso Ronco viene altresì sfruttato per allenamenti e gare interne da alcune società calcistiche minori basate nel territorio di Appiano (Fußball Überetsch ASV, AFC St. Pauls, AFC Girlan) nonché dalla nazionale di calcio della Germania, che vi ha più volte preparato le partecipazioni alla Coppa del Mondo FIFA.

## Società
Da ottobre 2024 Südtirol è una società per azioni con sede operativa e amministrativa presso il FCS Center di Appiano sulla Strada del Vino e sede legale (con un ufficio distaccato) a Bolzano.
Il suo assetto amministrativo è assimilabile a quello di una public company, atipico per gli standard del calcio italiano. Il pacchetto azionario della società non ha un singolo investitore di riferimento: il 90% delle quote è suddiviso tra una trentina di soci (sia soggetti fisici che giuridici), sei dei quali tuttavia sono titolari di partecipazioni nettamente più sostanziali rispetto alle altre, assommando il 78% dell'azionariato. Tra di essi, a seguito di un aumento di capitale formalizzato nell'autunno del 2021, l'azionista di maggioranza relativa, col 36%, è Hans Krapf (titolare della ditta Duka e sponsor principale di maglia ininterrottamente dal 1997), seguito a poca distanza dal gruppo Forst, intestatario del 30%.
Il residuo 10% è detenuto dall'AFC Südtirol-FCD Alto Adige, associazione sportiva dilettantistica fondata nel 2006 cui fanno capo le squadre giovanili non agonistiche del sodalizio biancorosso, che esprime un membro nel consiglio d'amministrazione e che, essendo aperta alle affiliazioni di comuni cittadini, costituisce un esempio di azionariato popolare. Al 2023 le adesioni a quest'ultima sono poco meno di un migliaio. Il club tende inoltre a privilegiare l'apporto di investitori radicati sul territorio altoatesino, limitando la fruizione di capitali "esterni", giudicati poco funzionali alla finalità del progetto societario; allo stesso modo, i contratti di sponsorizzazione vengono stipulati in maniera funzionale all'obiettivo di promozione territoriale, evitando in particolare accordi con entità turistiche, marchi di destinazione e imprese agroalimentari non legate all'Alto Adige.
Le politiche economiche includono l'imposizione di un tetto massimo allo stipendio dei calciatori (il monte paghe nel 2022-2023 si aggira sui 6 milioni di euro) e la devoluzione per statuto di almeno il 30% del budget societario annuale (circa 12 milioni di euro - dei quali 5 garantiti dagli sponsor - nel 2022-2023) alla gestione del settore giovanile. Nessun consigliere d'amministrazione percepisce emolumenti dalla società.

### Organigramma societario
In carica al 28 giugno 2023
- Gerhard Comper - Presidente
- Walter Pardatscher - Vicepresidente
- Carlo Costa - Vicepresidente
- Dietmar Pfeifer - Amministratore delegato
- Hans Krapf - Consigliere
- Federico Merola - Consigliere
- Werner Gamper - Consigliere
- Reinhold Eisenstecken - Consigliere e presidente FCD Alto Adige[92]
- Paolo Bravo - Direttore sportivo
- Hannes Fink - Direttore tecnico

### Sponsor
| Cronologia degli sponsor tecnici Sport Verein Milland - 1974-1995 Select/Uhlsport FC Südtirol-Alto Adige - 1995-1997 Select/Erreà - 1997-1998 Lotto - 1998-2000 Uhlsport - 2000-2001 Uhlsport/Valsport - 2001-2006 Sportika - 2006-2012 Mass - 2012-2017 Garman - 2017-2020 Boxeur Des Rues - 2020-2024 Mizuno - 2024- Erreà |

### Impegno nel sociale
Il Südtirol attua il proprio impegno nel sociale sostenendo vari progetti terzi: L'Alto Adige aiuta, che raccoglie donazioni da destinare a situazioni critiche di varia natura verificatesi sul territorio altoatesino, l'associazione Cuore di bimbo, che finanzia cure cardiache in età pediatrica, la sezione provinciale dell'Associazione Volontari Italiani del Sangue, l'associazione Debra Alto Adige, che sostiene i bambini affetti da epidermolisi bollosa, l'associazione Aiutiamo i Bambini, che interviene su situazioni di criticità infantile, e il Fondo di solidarietà rurale, attivo in favore degli operatori agricoli in difficoltà.

### Settore giovanile

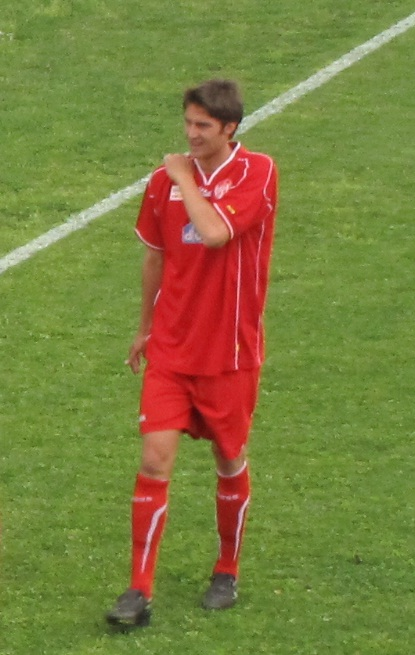
Manuel Scavone, uno dei più fortunati "prodotti" del vivaio biancorosso

Il settore giovanile del Südtirol, strutturatosi nel 2000 sotto l'egida dell'allora direttore sportivo Mauro Gibellini e del responsabile Fausto Grandi (che lo ha diretto per 13 anni), è basato all'FCS Center di Maso Ronco e presso vari campi della città di Bolzano e della provincia.
La società "madre" gestisce le squadre agonistiche militanti nei campionati Primavera 3, under-17, under-16, under-15, Giovanissimi under-14 (due squadre) e under-13 (due squadre).
L'associazione sportiva dilettantistica AFC Südtirol-FCD Alto Adige (che è al contempo controllata e azionista della "società madre") ha invece in gestione le selezioni Esordienti, Esordienti Junior, Pulcini e under-9; l'attività di quest'ultima non avviene sotto l'egida della FIGC, ma bensì del VSS. L'FCD organizza altresì le attività nei mesi estivi destinate a bambini e ragazzi di età compresa fra 8 e 16 anni.
La promozione di giocatori dalle giovanili alla prima squadra è prassi regolare e consolidata: alcuni di essi (tra gli altri Hannes Kiem, Hannes Fink e Simone Davi) hanno trascorso tutta o quasi la propria carriera professionistica in biancorosso. Altri calciatori (ad esempio Valon Ahmedi, Joachim De Gasperi, Manuel De Luca, Michael Cia, Manuel Fischnaller, Manuel Scavone e Andrea Seculin) hanno invece optato per lasciare il club e militare in varie squadre professionistiche italiane e anche estere. I trasferimenti di propri calciatori in altre squadre giocano un ruolo determinante nel permettere al club di realizzare plusvalenze, che al termine della stagione 2020-2021 ammontavano a circa 1 milione di euro. Per quanto concerne invece gli allenatori, dalle giovanili del Südtirol sono arrivati a guidare la prima squadra Alfredo Sebastiani (più volte al timone tra fine anni 1990 e i primi anni 2000, artefice della promozione in terza serie) e Federico Valente (nel secondo e terzo anno in Serie B). 
Il Südtirol dal 2023 gestisce anche la rete Club Partnership, attraverso la quale si occupa di fornire varie agevolazioni a società calcistiche dilettantistiche (principalmente del proprio territorio) e ai relativi tesserati, allo scopo di migliorare la ricerca di giovani giocatori di talento (facilitando altresì i trasferimenti e le compensazioni finanziarie) e puntando ad elevare il livello complessivo del calcio in provincia di Bolzano. I club aderenti sono oltre 50, provenienti da tutte le comunità comprensoriali dell'Alto Adige, con anche rappresentanti dal Trentino e da altre regioni italiane. 
Infine, quasi tutti i capitani che la squadra ha avuto (con l'eccezione del solo Luca Lomi) sono altoatesini: alcuni di essi si sono formati nel vivaio biancorosso, mentre i restanti hanno comunque iniziato la propria carriera calcistica nei club della provincia di Bolzano.

### Sezione femminile
Istituita nel 2018 in conformità con le direttive della Federazione Italiana Giuoco Calcio per i club professionistici maschili, il settore femminile del Südtirol era inizialmente operativo solo a livello giovanile; dalla stagione 2021-2022 è stata attivata una prima squadra, che ha debuttato nel campionato di Eccellenza; grazie alla vittoria del campionato nella stagione 2022-2023, l'FCS Women (così è anche noto) ha ottenuto l'accesso alla Serie C.
La prima squadra femminile disputa le gare interne sul campo sintetico dell'FCS Center, a Maso Ronco di Appiano.
La sezione femminile del F.C. Südtirol non va confusa con il Südtirol Damen, club esistito dal 2001 al 2021.

## Allenatori e presidenti
| Allenatori Sport Verein Milland - 1974-1977 nessuno (club attivo con le sole giovanili) - 1977-1979 Josef Insam - 1979-1980 nessuno (club attivo con le sole giovanili) - 1980-1981 Hermann Larcher (1ª-?) Josef Insam (?-?) - 1981-1984 Hermann Larcher - 1984-1985 Giancarlo Omeghi (gir. andata) Josef Insam (gir. ritorno) - 1985-1987 Josef Insam - 1987-1988 Peter Binanzer - 1988-1990 Josef Insam - 1990-1991 Stefan Gasser - 1991-1992 Guerrino Rossi - 1992-1993 Luciano Gabrielli - 1993-1994 Francesco Ciaghi - 1994-1995 Carlo Todeschi (1ª-9ª) Miklos Kovacs (10ª-30ª) FC Südtirol-Alto Adige - 1995-1996 Natalino Pizzolato - 1996-1997 Claudio Coppi - 1997-1998 Carlo Soldo (1ª-?) Franco Pezzato (?-?) Alfredo Sebastiani e Natale Pasetto (?-?) Filippo Citterio (?-34ª) - 1998-1999 Mario Belluzzo - 1999-2001 Giuseppe Sannino - 2001-2003 Attilio Tesser - 2003-2004 Bruno Tedino (1ª-34ª) Fabio Sala e Alfredo Sebastiani (play-off) - 2004-2005 Claudio Terzulli (1ª-9ª) Fabio Sala (10ª-14ª) Fabio Sala e Carlo Odorizzi (15ª-34ª) - 2005-2006 Marco Baroni - 2006-2008 Aldo Firicano - 2008-2009 Maurizio D'Angelo (1ª-11ª) Marco Alessandrini (12ª-34ª) Alfredo Sebastiani (play-out) - 2009-2010 Alfredo Sebastiani - 2010-2011 Alfredo Sebastiani (1ª-27ª) Maurizio Pellegrino (28ª-34ª e play-out) - 2011-2012 Giovanni Stroppa - 2012-2013 Stefano Vecchi - 2013-2014 Lorenzo D'Anna (1ª-5ª) Claudio Rastelli (6ª-30ª e play-off) - 2014-2015 Claudio Rastelli (1ª-12ª) Adolfo Sormani (13ª-35ª) Giovanni Stroppa (36ª-38ª) - 2015-2016 Giovanni Stroppa - 2016-2017 William Viali (1ª-29ª) Alberto Colombo (30ª-38ª) - 2017-2019 Paolo Zanetti - 2019-2021 Stefano Vecchi - 2021-2022 Ivan Javorčić - 2022-2023 Lamberto Zauli (precampionato) Leandro Greco (1ª-3ª) Pierpaolo Bisoli (4ª-38ª e play-off) - 2023-2024 Pierpaolo Bisoli (1ª-15ª) Federico Valente (16ª-38ª) - 2024-2025 Federico Valente (1ª-12ª) Marco Zaffaroni (13ª-16ª) Fabrizio Castori (17ª-38ª) - 2025- Fabrizio Castori | Presidenti Sport Verein Milland - 1974-1988 Ubald Comper - 1988-1992 Rudi Dorfmann - 1992-1995 Manfred Schölzhorn FC Südtirol-Alto Adige - 1995-1997 Hanns Huber - 1997 Luciano Giua - 1997-2006 Leopold Goller - 2006-2009 Werner Seeber - 2009-2021 Walter Baumgartner - 2021- Gerhard Comper |

## Calciatori

### Capitani

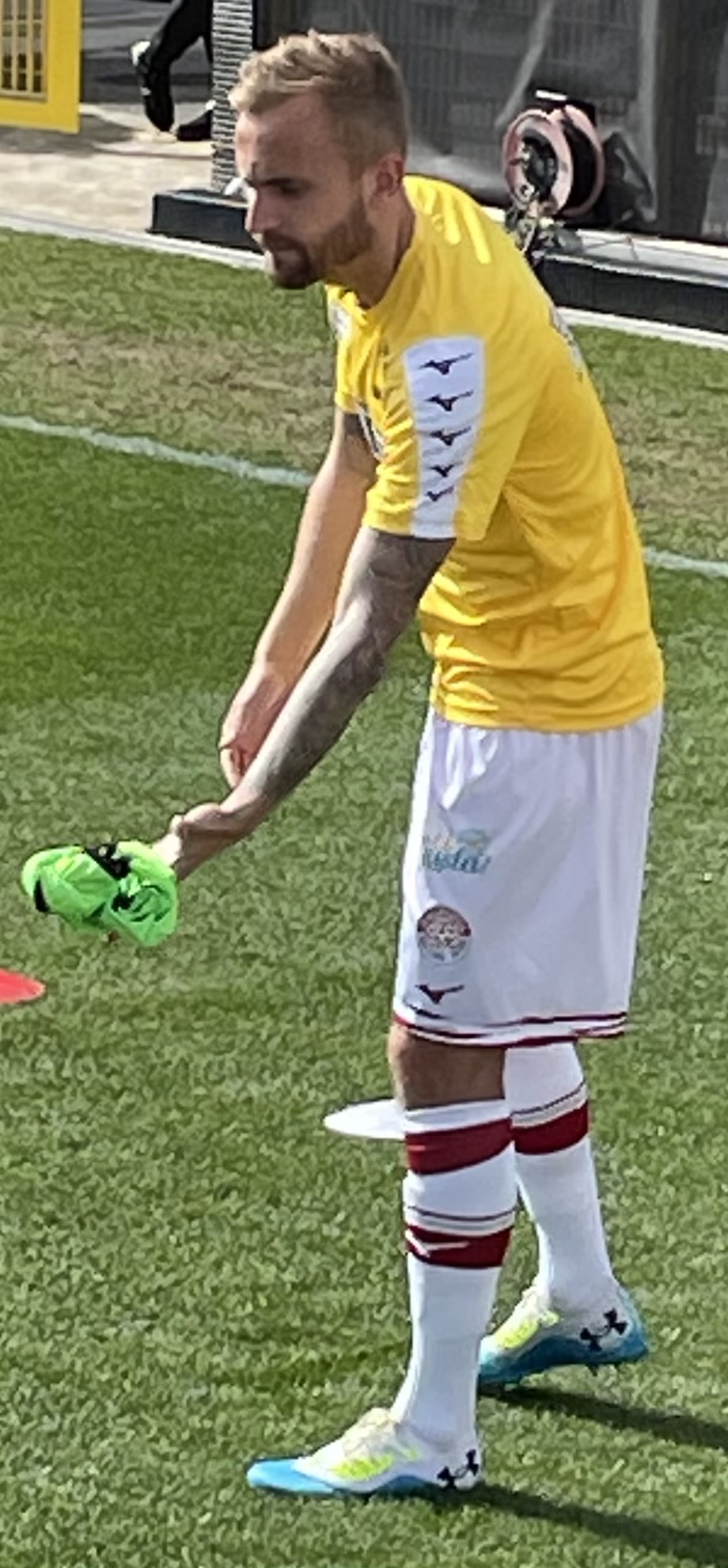
Fabian Tait, capitano del Südtirol dal 2022

- Walter Insam[26] (1995-1999)
- Luca Lomi (1999-2003)
- Hans Rudi Brugger (2003-2004)
- Luca Lomi (2004-2006)
- Hans Rudi Brugger (2006-2009)
- Luca Lomi (2009)
- Hans Rudi Brugger (2009-2011)
- Hannes Kiem (2011-2015)
- Hannes Fink (2015-2022)
- Fabian Tait (2022-)

### Contributo alle Nazionali
I giocatori che hanno ricevuto una convocazione in una Nazionale maggiore durante la militanza al Südtirol sono:
- Jasmin Kurtić, convocato a più riprese nella Slovenia, tra l'altro anche per la fase finale di Euro 2024[110];
- Marius Adamonis, convocato nella Lituania per le qualificazioni al Mondiale 2026[111].

## Palmarès

### Competizioni interregionali
- Serie C: 1

2021-2022 (girone A)
- Lega Pro Seconda Divisione: 1

2009-2010 (girone A)
- Serie D: 1

1999-2000 (girone C)

### Competizioni regionali
- Eccellenza: 1

1996-1997
- Promozione: 1

1995-1996 (girone B)
- Prima Categoria: 1

1990-1991 (girone C)
- Seconda Categoria: 1

1985-1986 (girone D)

### Competizioni provinciali
- Terza Categoria: 1

1982-1983 (girone M)

### Altri piazzamenti
- Serie C:

Secondo posto: 2017-2018 (girone B)
Terzo posto: 2020-2021 (girone B)
- Lega Pro Prima Divisione:

Terzo posto: 2013-2014 (girone A)
- Serie C2:

Terzo posto: 2002-2003 (girone A), 2003-2004 (girone A)
- Coppa Italia Serie C:

Finalista: 2021-2022
- Prima Categoria:

Secondo posto: 1989-1990 (girone C)
Terzo posto: 1988-1989 (girone C)
- Seconda Categoria:

Terzo posto: 1983-1984 (girone D)
- Supercoppa di Lega di Seconda Divisione:

Terzo posto: 2010
- Coppa Italia Dilettanti (Fase C.N.D.)

Semifinalista: 1997-1998

## Statistiche e record

### Partecipazione ai campionati
Campionati su base nazionale e interregionale
| Livello | Categoria                       | Partecipazioni | Debutto   | Ultima stagione | Totale |
| ------- | ------------------------------- | -------------- | --------- | --------------- | ------ |
| 2º      | Serie B                         | 4              | 2022-2023 | 2025-2026       | 4      |
| 3º      | Lega Pro Prima Divisione        | 4              | 2010-2011 | 2013-2014       | 12     |
| 3º      | Lega Pro                        | 3              | 2014-2015 | 2016-2017       | 12     |
| 3º      | Serie C                         | 5              | 2017-2018 | 2021-2022       | 12     |
| 4º      | Serie C2                        | 8              | 2000-2001 | 2007-2008       | 10     |
| 4º      | Lega Pro Seconda Divisione      | 2              | 2008-2009 | 2009-2010       | 10     |
| 5º      | Campionato Nazionale Dilettanti | 2              | 1997-1998 | 1998-1999       | 3      |
| 5º      | Serie D                         | 1              | 1999-2000 | 1999-2000       | 3      |

Campionati su base regionale e provinciale
| Livello | Categoria         | Partecipazioni | Debutto   | Ultima stagione | Totale |
| ------- | ----------------- | -------------- | --------- | --------------- | ------ |
| 1º      | Eccellenza        | 5              | 1991-1992 | 1996-1997       | 5      |
| 2º      | Prima Categoria   | 5              | 1986-1987 | 1990-1991       | 6      |
| 2º      | Promozione        | 1              | 1995-1996 | 1995-1996       | 6      |
| 3º      | Seconda Categoria | 3              | 1983-1984 | 1985-1986       | 3      |
| 4º      | Terza Categoria   | 5              | 1977-1978 | 1982-1983       | 5      |

### Partecipazione alle coppe
| Competizione                            | Partecipazioni | Debutto   | Ultima stagione | Totale |
| --------------------------------------- | -------------- | --------- | --------------- | ------ |
| Coppa Italia                            | 13             | 2010-2011 | 2024-2025       | 13     |
| Coppa Italia Serie C                    | 12             | 2000-2001 | 2021-2022       | 21     |
| Coppa Italia Lega Pro                   | 9              | 2008-2009 | 2016-2017       | 21     |
| Supercoppa Serie C                      | 1              | 2022      | 2022            | 1      |
| Supercoppa di Lega di Seconda Divisione | 1              | 2010      | 2010            | 1      |
| Coppa Italia Serie D                    | 1              | 1999-2000 | 1999-2000       | 1      |
| Poule Scudetto                          | 1              | 1999-2000 | 1999-2000       | 1      |

### Statistiche individuali
Di seguito i primi giocatori per presenze e reti con la maglia del Südtirol, contando tutte le competizioni.
In grassetto i giocatori ancora in attività con la maglia del Südtirol. 
Dati aggiornati al 16 agosto 2025.
| Record di presenze - 381 Fabian Tait (2014-) - 368 Hans Rudi Brugger (1998-2011) - 335 Hannes Fink (2006-2022) - 250 Hannes Kiem (2002-2003; 2004-2015) - 224 Daniele Casiraghi (2019-) - 220 Manuel Fischnaller (2007-2009; 2010-2012; 2014-2015; 2020-2022) - 211 Alessandro Furlan (2010-2017) - 210 Andrea Servili (2002-2008) - 204 Matteo Rover (2019-2025) - 184 Kévin Vinetot (2017-2024) 184 Giacomo Poluzzi (2020-) | Record di reti - 63 Daniele Casiraghi (2019-) - 52 Manuel Fischnaller (2007-2009; 2010-2012; 2014-2015; 2020-2022) - 34+ Thomas Bachlechner (2001-2007) - 33+ Alessandro Campo (2009-2013) - 32 Raphael Odogwu (2020-) - 30+ Simone Motta (2000-2002) - 30 Matteo Rover (2019-2025) - 25 Ettore Gliozzi (2015-2017) 25 Fabian Tait (2014-) |

## Tifoseria

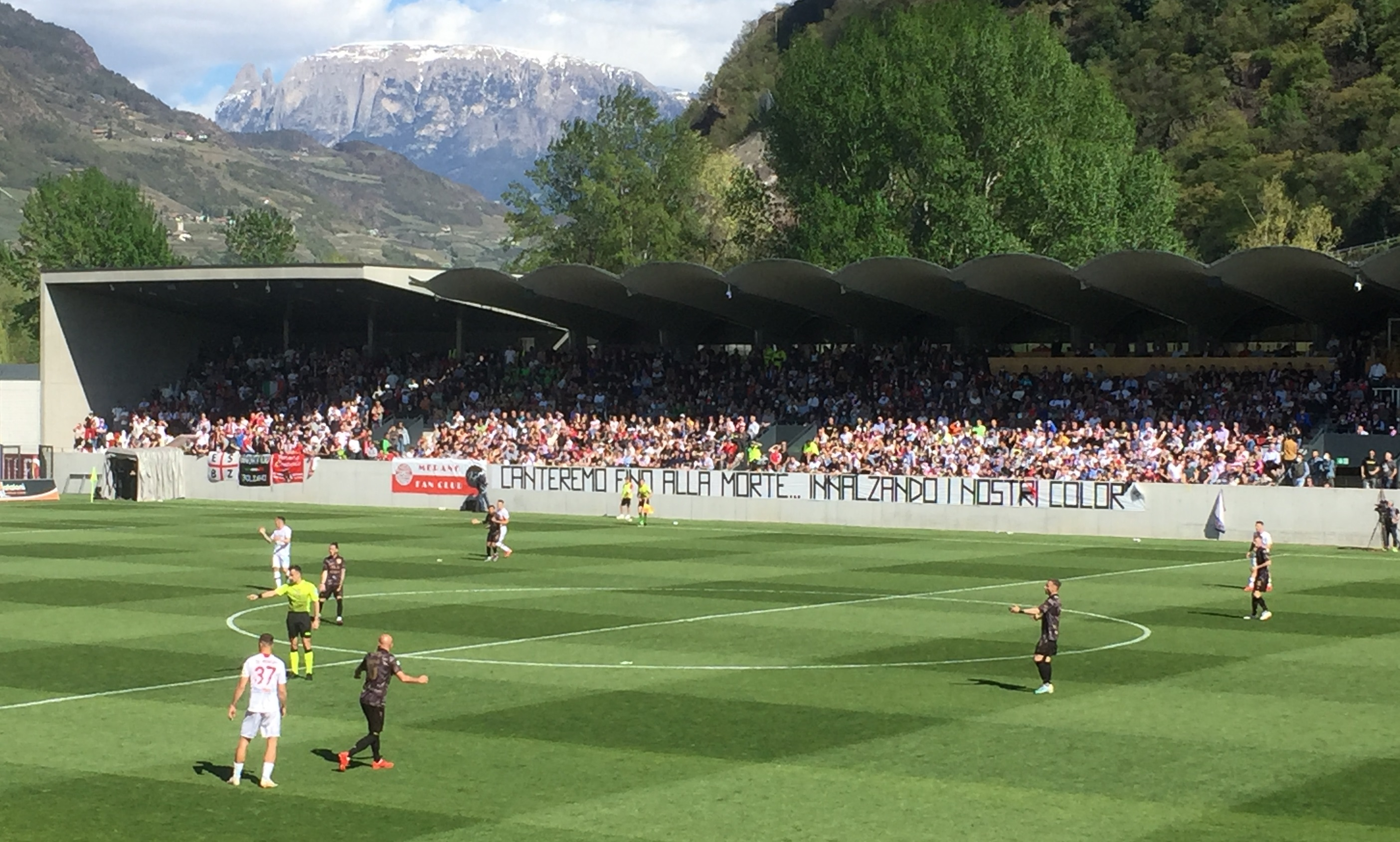
Tifosi del Südtirol durante una partita casalinga allo stadio Druso; a sinistra, accanto al tunnel degli spogliatoi, si notano le "pezze" dei gruppi ultrà.

### Storia del tifo
L'origine storico-geografica del Südtirol gioca un ruolo determinante nel configurarne il seguito di pubblico.
Il club è infatti nato a metà anni 1970 in un territorio ove il seguito popolare nei confronti del calcio è nettamente inferiore rispetto a quello di cui godono altre discipline, quali ad esempio hockey su ghiaccio e sport invernali in genere. Ciò si è legato strettamente all'assenza, in ambito regionale, di una significativa tradizione pedatoria: nessuna squadra del Trentino-Alto Adige è mai riuscita a partecipare a un campionato nazionale di massima serie e, prima del Südtirol, solo il Bolzano aveva al suo attivo una stagione in Serie B, che però all'epoca non si disputava con il girone unico. Il tifo calcistico locale tende perciò a rivolgersi in massima parte verso le squadre di Serie A, oppure al Bayern Monaco (ciò in riferimento alla comunità di madrelingua tedesca, che per via della particolare comunanza culturale con la Baviera trova più naturale seguire la Bundesliga rispetto ai campionati italiani).
In aggiunta, la società ha subìto un radicale cambio d'identità, sia per via della ridenominazione (da Milland a Südtirol), che soprattutto per la decisione di trasferirne la sede nel capoluogo provinciale, ove già esisteva una società di più antica tradizione (il Bolzano, fondato nel 1931 e scioltosi al termine della stagione 2014-2015 per far spazio alla Virtus Bolzano, che in parte ne ha rilevato l'identità) avente i propri gruppi di tifoseria organizzata. Nondimeno l'intenzione di rappresentare l'intera provincia autonoma di Bolzano risultava di difficile attuazione per via delle caratteristiche geo-morfologiche del territorio, ove molte località sono ubicate in posizioni impervie e distano anche diverse ore di macchina dal capoluogo: le comunità vallive trovavano pertanto più agevole interessarsi alle varie formazioni locali, militanti nei campionati dilettantistici dall'Eccellenza in giù e capaci al massimo di sporadiche apparizioni in Serie D. Dal canto suo la società ha mostrato nel corso della propria storia un comportamento ambivalente: dopo aver trascorso circa un ventennio qualificandosi col solo toponimo provinciale, nell'annata 2015-2016 ha per la prima volta rivendicato apertamente la propria "natura bolzanina", includendo il nome della città nello stemma sociale, al fine di avvicinarsi maggiormente alla popolazione del capoluogo (che per il 75% è di madrelingua italiana).
Tali fattori storico-sociali hanno ostacolato la formazione di un solido seguito di tifosi, il quale pur essendosi originato precocemente (già nel 2000 fu fondato il primo club, presso il Bar Fantasy di corso Libertà) e denotando una costante crescita nel corso degli anni, è rimasto al di sotto del bacino d'utenza teorico. In ciò ha giocato un ruolo anche la natura dei campi interni adottati nel primo scorcio della storia del club, i quali erano antiquati e/o incapaci di accogliere grandi volumi di pubblico. Nelle prime annate in cui si utilizzò lo stadio Druso l'affluenza media sugli spalti gravitava attorno alle 1000 unità, con un picco di 1581 spettatori raggiunto nell'annata d'esordio assoluto in terza serie (2010-2011). Prima della sua ristrutturazione, raramente una partita del Südtirol aveva portato l'arena bolzanina a far registrare il tutto esaurito: ciò avveniva esclusivamente in occasione di incontri particolarmente prestigiosi e laddove la squadra si è giocata promozioni o risultati di prestigio; per contro i periodi segnati da rendimenti agonistici inferiori diradavano le presenze sulle gradinate del Druso, portandole anche al di sotto delle 1000 unità.
Concausa della difficoltà del Südtirol ad attrarre pubblico è stata anche la peculiare situazione plurilinguistica della provincia di Bolzano: si è ritienuto che da un lato la popolazione di lingua e cultura tedesca (largamente maggioritaria nel territorio altoatesino) faticasse a riconoscersi in un club che non rivendicava in via prioritaria la propria appartenenza a tale sostrato culturale e non privilegiava in modo deciso la presenza in rosa di giocatori locali (adducendo ad esempio quanto praticato dall'Athletic Bilbao nei Paesi Baschi); d'altro canto la popolazione italiana, che si stima sia maggioritaria nell'ambito del tifo biancorosso, avrebbe avuto remore a riconoscersi appieno in una squadra percepita come di "matrice" preponderantemente tedesca (nella denominazione e nella dirigenza) e troppo flebile nel richiamarsi alla città di Bolzano. Particolari critiche, a quest'ultimo proposito, furono suscitate dalla progressiva eliminazione del toponimo "Alto Adige" dallo stemma e dalla ragione sociale. Il club ha incontrato inoltre l'ostilità di alcuni esponenti politici locali della destra italofona, che altresì contestavano il ruolo della provincia autonoma di Bolzano come finanziatrice (attuata tramite il "marchio ombrello" di promozione turistica Südtirol), tacciando il club di eccessiva contiguità con l'area egemone della politica altoatesina. Dal canto proprio, il Südtirol si è sempre smarcato dalle questioni etniche e politiche, professando neutralità e dichiarando di puntare ad essere uno strumento di integrazione intercomunitaria e interculturale; nondimeno una parte crescente dei tifosi, nel sostenere la squadra, dimostra indifferenza nei confronti della nomenclatura societaria o dell'uso delle lingue, adottando con noncuranza l'una o l'altra denominazione.
Ancor più netta è la situazione nelle gare in trasferta, ove il contingente biancorosso al seguito degli altoatesini fatica talvolta a raggiungere l'ordine delle decine di unità; alle centinaia si è arrivati sporadicamente, solo in occasione di gare di cartello e/o in località geograficamente vicine all'Alto Adige, e questo anche nelle migliori stagioni in termini di risultati sul campo. A quest'ultimo riguardo ebbe una qualche eco mediatica internazionale quanto accaduto il 1º marzo 2023, allorché in occasione della partita esterna infrasettimanale di Serie B contro il Benevento solo un tifoso biancorosso prese posto nel settore ospiti dello stadio Ciro Vigorito.
Nella storia del club sono comunque esistite varie formazioni della tifoseria dichiaratesi d'ispirazione ultras, sovente però rivelatesi scarne nei numeri ed effimere nell'esistenza: tra le sigle "censite" dall'Osservatorio nazionale sulle manifestazioni sportive si annoverano Eagles Supporters, Ultras Centurie, Centurie Biancorosse, Forever Alto, mentre nei primi anni 2000 erano segnalate anche Fedelissimi e The Rulers. Verso il 2020 tutte queste realtà sono confluite in un'unica formazione, battezzatasi Gradinata Nord Bolzano, che durante le gare interne si sistema nella parte settentrionale della tribuna Canazza.
La nomenclatura e simbologia di questi collettivi (oltre alla preferenza degli aderenti nel chiamare la squadra "Alto Adige") evidenzia la matrice etnica prettamente italiana e la professione politica di estrema destra. 
Una dimostrazione dell'avvenuto consolidamento dell'interesse attorno alla squadra si è avuta nel campionato 2021-2022, dove pur se con la capienza dello stadio Druso limitata per gran parte della stagione dalle norme per il contrasto della COVID-19, nonché per il protrarsi della ristrutturazione, il Südtirol ha fatto registrare la terza miglior media spettatori del proprio girone nelle partite interne. Nell'annata d'esordio in Serie B (2022-2023), inoltre, i circa 5500 posti dell'arena bolzanina sono andati per nove volte tutti esauriti. Al contempo sono anche nati alcuni club di tifosi "moderati" (6 al 2023), non di ispirazione ultrà, basati anche fuori dal capoluogo, quali il gruppo Unterland/Bassa Atesina di Ora (la formazione più longeva, essendo nata già nel 1995), il Fanclub Dolomites di Marebbe e il Fanclub Merano nella relativa città. Al di fuori dell'Italia è segnalato un club di tifosi a Dinslaken, in Germania.
Sempre nel 2023 è avvenuta la fondazione del gruppo Curva Südt, che adotta un approccio diverso rispetto alla Gradinata Nord per vari motivi: nelle gare interne prende posto nella parte nord della tribuna Zanvettor (esattamente dirimpetto alla Gradinata), non vanta connotazioni etnico-politiche e utilizza, negli slogan e nei cori, tutte e tre le lingue provinciali. Tale gruppo nel 2025 si è riorganizzato sotto il nuovo nome FDS Südtirol.

### Gemellaggi e rivalità
Pur in tali limiti di consistenza, la tifoseria del Südtirol intrattiene amicizie con i sostenitori della Viterbese, della Feralpisalò e del Sassuolo, nonché alcuni rapporti di rivalità, tra i quali spiccano per "calore" quelle contro le maggiori squadre corregionali, ovvero Trento e Mezzocorona; estendendo lo sguardo a tutto il Triveneto, si sono registrati screzi nei confronti del Bassano.
Con l'esordio in Serie B del Südtirol si è altresì palesata l'avversità da parte di collettivi al seguito dell'Hockey Club Bolzano, la squadra cittadina di hockey su ghiaccio, i quali citano il fatto che la squadra non sia originaria di Bolzano, ma vi si sia trasferita da un'altra località e sono quindi particolarmente critici riguardo l'uso del toponimo cittadino da parte della Gradinata Nord calcistica. In occasione della gara interna del Südtirol contro il Venezia del 21 agosto 2022, alcuni ultras dell'hockey si unirono ai tifosi arancioneroverdi in trasferta allo stadio Druso, poiché le rispettive tifoserie intrattengono un gemellaggio. Successivamente, in occasione della partita di ritorno, giocata il 21 gennaio 2023 allo stadio Pier Luigi Penzo, la curva sud veneziana espose uno striscione recante l'espressione "A Bolzano solo HCB". La presenza di tifosi dell'HC Bolzano tra le file arancioneroverdi è stata poi reiterata in occasione delle successive partite tra Venezia e Südtirol.
Un caso peculiare, sempre originatosi nel corso della stagione 2022-2023, è quello del Bari, i cui tifosi manifestarono particolare acrimonia non tanto verso il Südtirol in sé, quanto verso l'ingaggio del difensore Andrea Masiello, coinvolto in un caso di combine circa dieci anni addietro, durante la sua militanza col club pugliese. Il giocatore, bersagliato da un gran numero di ingiurie e minacce (che si estesero anche al club), dovette pertanto saltare le partite della squadra bolzanina contro il Bari.

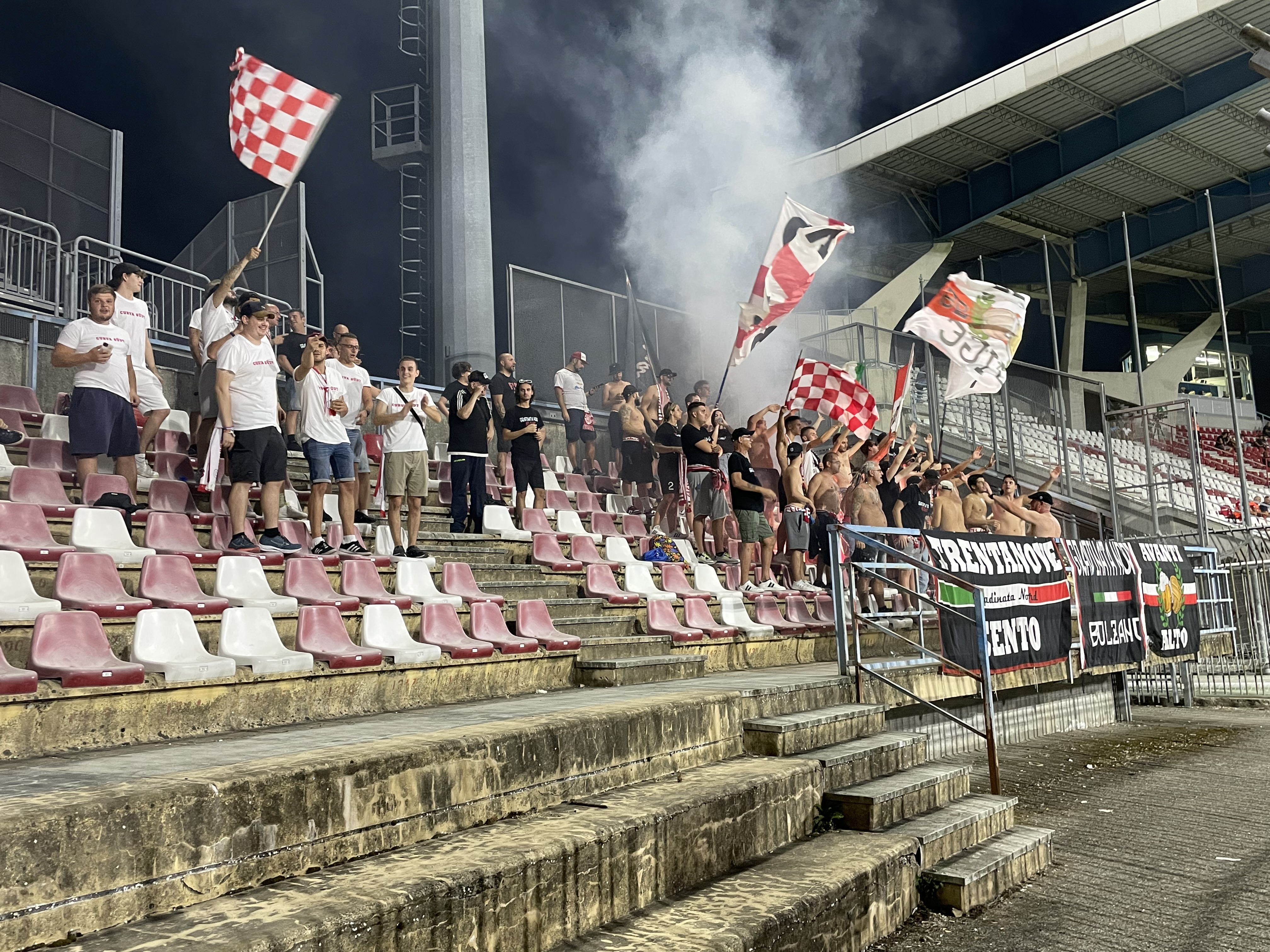
Tifosi del Südtirol durante una trasferta: a destra il gruppo Gradinata Nord Bolzano, a sinistra i Curva Südt
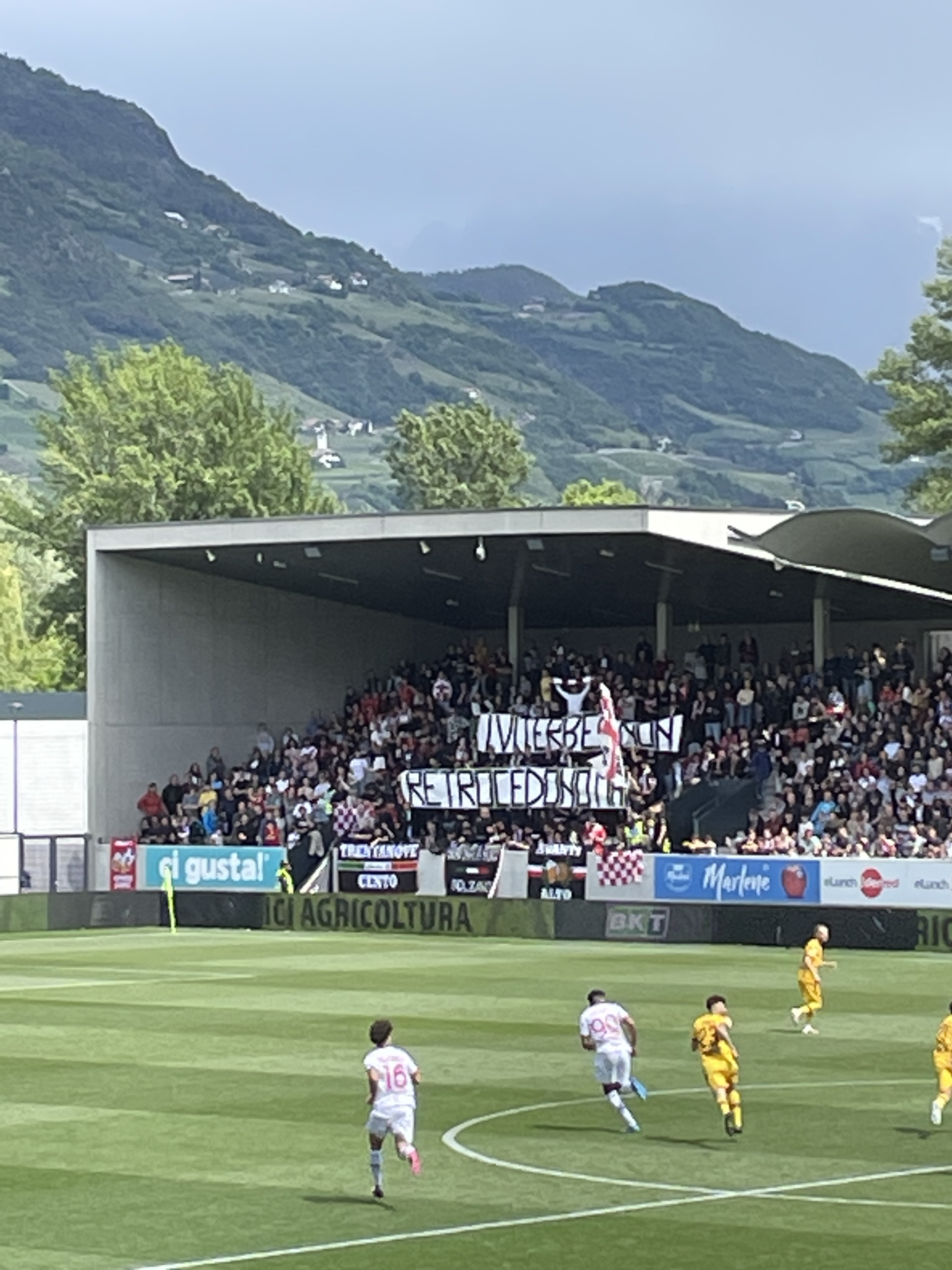
Gli ultras altoatesini esibiscono uno striscione pro Viterbese
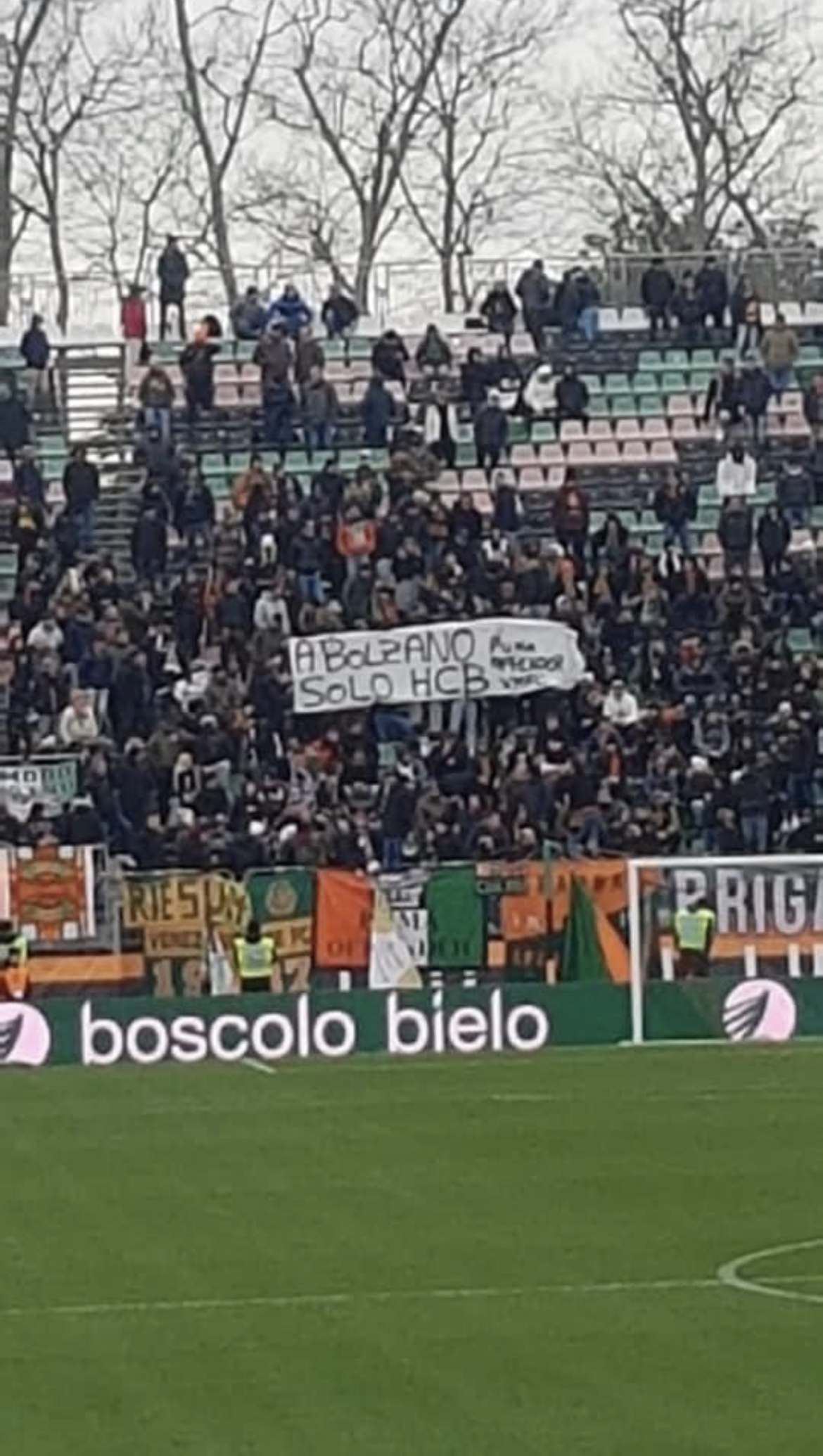
Striscione degli ultras del Venezia inneggiante all'Hockey Club Bolzano, i cui supporter organizzati avversano parte della tifoseria del Südtirol

## Organico

### Rosa
Aggiornata al 25 luglio 2025.
| N. |                    | Ruolo | Calciatore             |
| -- | ------------------ | ----- | ---------------------- |
| 1  | Italia (bandiera)  | P     | Giacomo Poluzzi        |
| 3  | Brasile (bandiera) | D     | Filipe Bordon          |
| 4  | Italia (bandiera)  | C     | Tommaso Arrigoni       |
| 5  | Italia (bandiera)  | D     | Andrea Masiello        |
| 6  | Italia (bandiera)  | C     | Jacopo Martini         |
| 7  | Algeria (bandiera) | C     | Karim Zedadka          |
| 8  | Italia (bandiera)  | C     | Alessandro Mallamo     |
| 9  | Italia (bandiera)  | A     | Emanuele Pecorino      |
| 11 | Camerun (bandiera) | A     | Jonathan Italeng Ngock |
| 12 | Italia (bandiera)  | P     | Giacomo Drago          |
| 14 | Senegal (bandiera) | C     | Mamadou Coulibaly      |
| 17 | Italia (bandiera)  | C     | Daniele Casiraghi      |
| 18 | Italia (bandiera)  | C     | Simone Tronchin        |
| 19 | Italia (bandiera)  | D     | Nicola Pietrangeli     |

| N. |                     | Ruolo | Calciatore             |
| -- | ------------------- | ----- | ---------------------- |
| 21 | Italia (bandiera)   | C     | Fabian Tait (capitano) |
| 23 | Italia (bandiera)   | D     | Federico Davi          |
| 24 | Italia (bandiera)   | D     | Simone Davi            |
| 28 | Italia (bandiera)   | D     | Raphael Kofler         |
| 30 | Italia (bandiera)   | D     | Andrea Giorgini        |
| 31 | Lituania (bandiera) | P     | Marius Adamonis        |
| 33 | Albania (bandiera)  | A     | Silvio Merkaj          |
| 34 | Albania (bandiera)  | D     | Frédéric Veseli        |
| 62 | Italia (bandiera)   | P     | Daniel Theiner         |
| 68 | Italia (bandiera)   | D     | Alessandro Vimercati   |
| 79 | Italia (bandiera)   | C     | Salvatore Molina       |
| 90 | Italia (bandiera)   | A     | Raphael Odogwu         |
| 94 | Marocco (bandiera)  | D     | Hamza El Kaouakibi     |

### Staff tecnico
Aggiornato all'8 dicembre 2024.
- Fabrizio Castori - Allenatore
- Riccardo Bocchini - Viceallenatore
- Carlo Pescosolido - Preparatore atletico
- Danilo Chiodi - Collaboratore preparatore atletico
- Massimo Marini - Preparatore dei portieri
- Marco Castori - Match analyst
- William Luzi - Collaboratore match analyst
- Tommaso Marolda - Collaboratore tecnico
- Alberto Andorlini - Preparatore atletico, recupero infortuni
- Elio Assisi - Responsabile sanitario[140]
- Emiliano Bertoluzza - Team manager